# Fleurance
Pour les articles homonymes, voir Fleurance (homonymie).
Ne doit pas être confondu avec Florence ou Florange.
Fleurance (Florença en occitan gascon) est une commune française située dans le département du Gers en région Occitanie. Sur le plan historique et culturel, la commune est dans le pays de Gaure, un territoire au cœur de la Gascogne caractérisé par ses champs céréaliers et d'oléagineux, entrecoupés de maigres bois et prairies.
Exposée à un climat océanique altéré, elle est drainée par le Gers, l'Ousse, le ruisseau de Cussé, le ruisseau de Rouzas et par divers autres petits cours d'eau. La commune possède un patrimoine naturel remarquable composé d'une zone naturelle d'intérêt écologique, faunistique et floristique.
Fleurance est une commune rurale qui compte 6219 habitants en 2023. Elle est dans l'unité urbaine de Fleurance et fait partie de l'aire d'attraction d'Auch. Ses habitants sont appelés les Fleurantins ou  Fleurantines.
Le patrimoine architectural de la commune comprend deux immeubles protégés au titre des monuments historiques : l'église Saint-Laurent, classée en 1907, et la halle-hôtel de ville, inscrite en 1987.

## Géographie

### Localisation
Fleurance est une commune située dans l'Armagnac, capitale du Pays de Gaure, sur la route nationale 21 entre Agen et Auch, elle est traversée par le Gers et les anciennes routes nationales RN 653 et RN 654. Elle est le bourg-centre de l'aire urbaine de Fleurance.

### Communes limitrophes
Les communes limitrophes sont  Brugnens, Castelnau-d'Arbieu, Céran, Lalanne, Montestruc-sur-Gers, Pauilhac, Préchac, Réjaumont, Sainte-Radegonde et Urdens.
| Pauilhac           | Castelnau-d'Arbieu  | Urdens         |
| Sainte-Radegonde   | Fleurance           | Brugnens       |
| Réjaumont, Préchac | Montestruc-sur-Gers | Céran, Lalanne |

### Géologie et relief
Fleurance se situe en zone de sismicité 1 (sismicité très faible).

### Voies de communication et transports

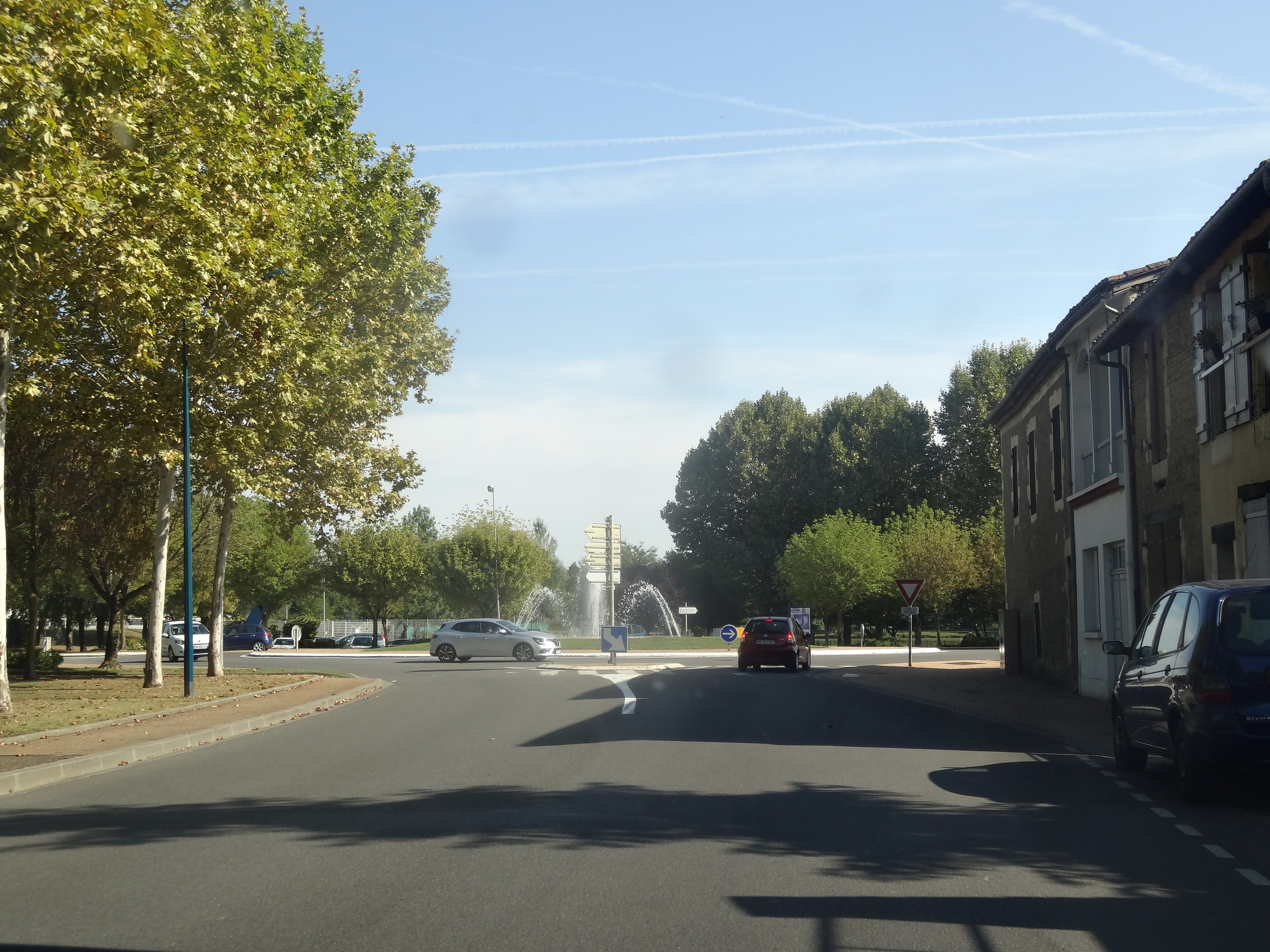
La N 21 à Fleurance.

La ligne 932 du réseau liO relie la commune à Auch et à Agen.

### Hydrographie

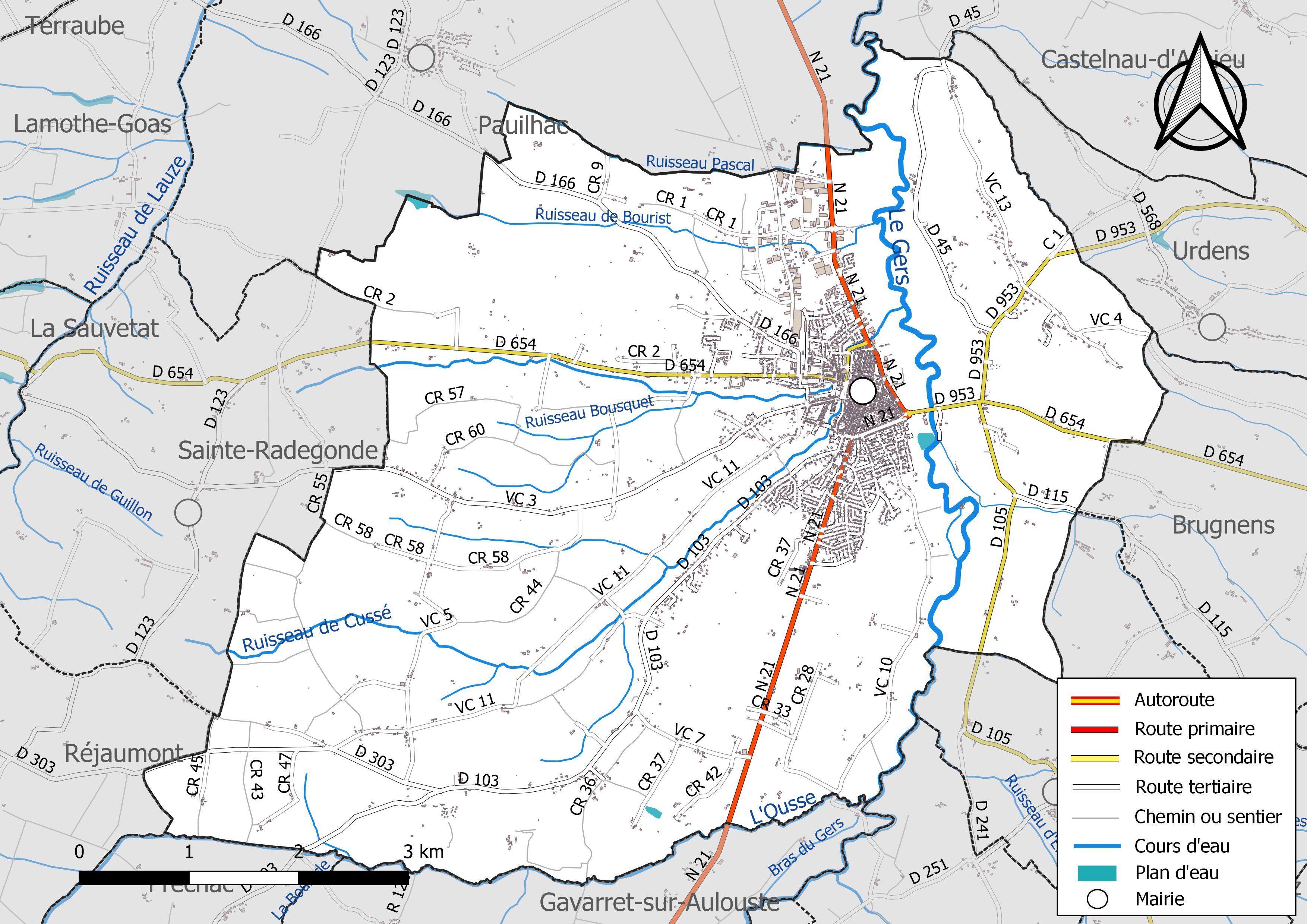
Réseaux hydrographique et routier de Fleurance.

La commune est dans le bassin de la Garonne, au sein du bassin hydrographique Adour-Garonne. Elle est drainée par le Gers, l'Ousse, le ruisseau de Cussé, le ruisseau de Rouzas, un bras du Gers, le ruisseau Bousquet, le ruisseau de Bourist, le ruisseau Pascal et par divers petits cours d'eau, qui constituent un réseau hydrographique de 39 km de longueur totale,.
Le Gers, d'une longueur totale de 175,4 km, prend sa source dans la commune de Lannemezan et s'écoule vers le nord. Il traverse la commune et se jette dans la Garonne à Layrac, après avoir traversé 47 communes.
L'Ousse, d'une longueur totale de 10,6 km, prend sa source dans la commune de Puységur et s'écoule du sud-ouest vers le nord-est. Il traverse la commune et se jette dans le Gers à Lalanne, après avoir traversé 6 communes.

### Climat
Pour des articles plus généraux, voir Climat de l'Occitanie et Climat du Gers.
En 2010, le climat de la commune est de type climat du Bassin du Sud-Ouest, selon une étude s'appuyant sur une série de données couvrant la période 1971-2000. En 2020, Météo-France publie une typologie des climats de la France métropolitaine dans laquelle la commune est exposée à un climat océanique altéré et est dans la région climatique Aquitaine, Gascogne, caractérisée par une pluviométrie abondante au printemps, modérée en automne, un faible ensoleillement au printemps, un été chaud (19,5 °C), des vents faibles, des brouillards fréquents en automne et en hiver et des orages fréquents en été (15 à 20 jours).
Pour la période 1971-2000, la température annuelle moyenne est de 13,5 °C, avec une amplitude thermique annuelle de 15,8 °C. Le cumul annuel moyen de précipitations est de 704 mm, avec 10,4 jours de précipitations en janvier et 6 jours en juillet. Pour la période 1991-2020, la température moyenne annuelle observée sur la station météorologique la plus proche, située sur la commune de Mauroux à 14 km à vol d'oiseau, est de 14,0 °C et le cumul annuel moyen de précipitations est de 677,6 mm,. Pour l'avenir, les paramètres climatiques de la commune estimés pour 2050 selon différents scénarios d'émission de gaz à effet de serre sont consultables sur un site dédié publié par Météo-France en novembre 2022.

### Milieux naturels et biodiversité

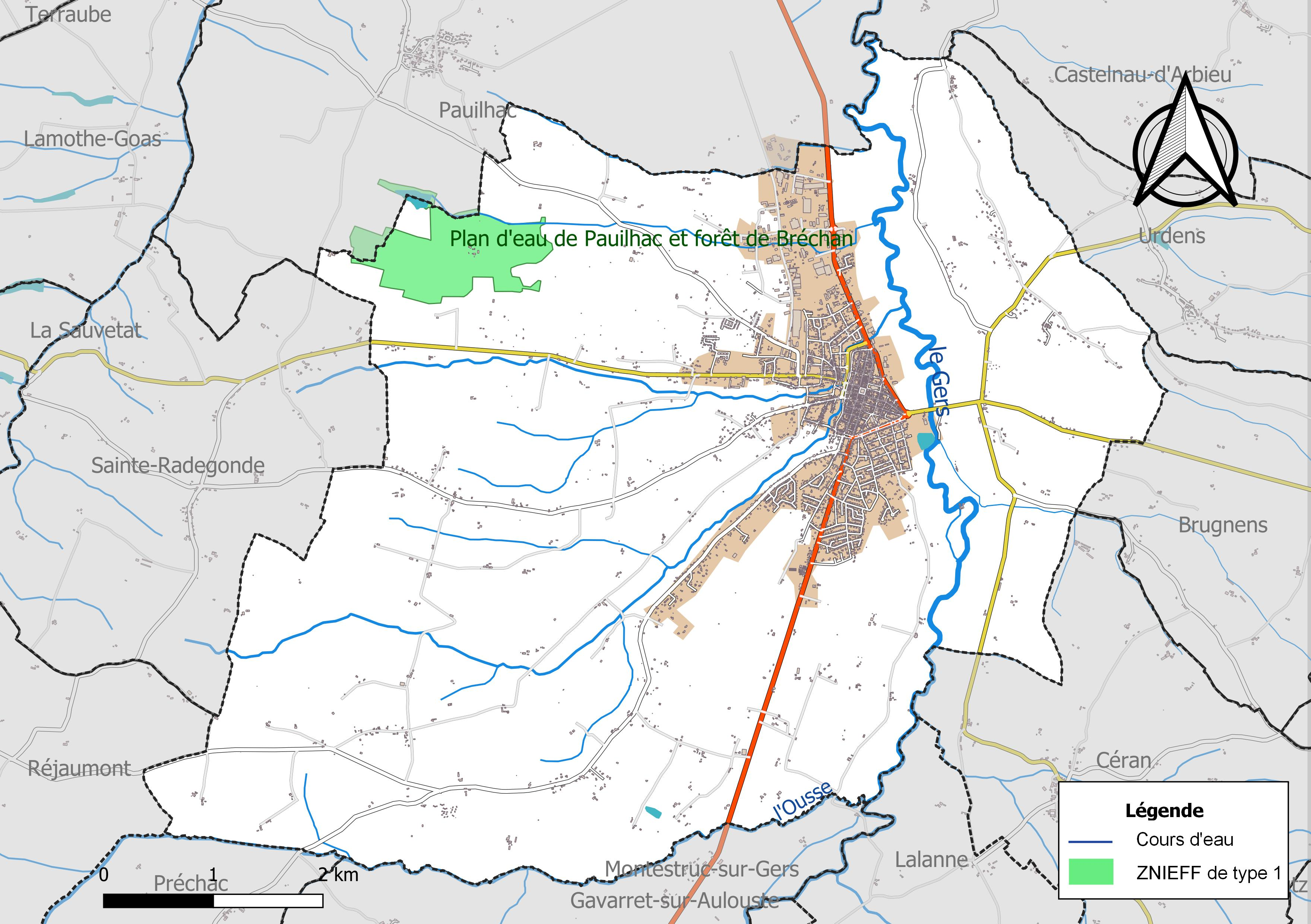
Carte de la ZNIEFF de type 1 localisée sur la commune.

L’inventaire des zones naturelles d'intérêt écologique, faunistique et floristique (ZNIEFF) a pour objectif de réaliser une couverture des zones les plus intéressantes sur le plan écologique, essentiellement dans la perspective d’améliorer la connaissance du patrimoine naturel national et de fournir aux différents décideurs un outil d’aide à la prise en compte de l’environnement dans l’aménagement du territoire.
Une ZNIEFF de type 1 est recensée sur la commune :
le « plan d'eau de Pauilhac et forêt de Bréchan » (105 ha), couvrant 2 communes du département.

## Urbanisme

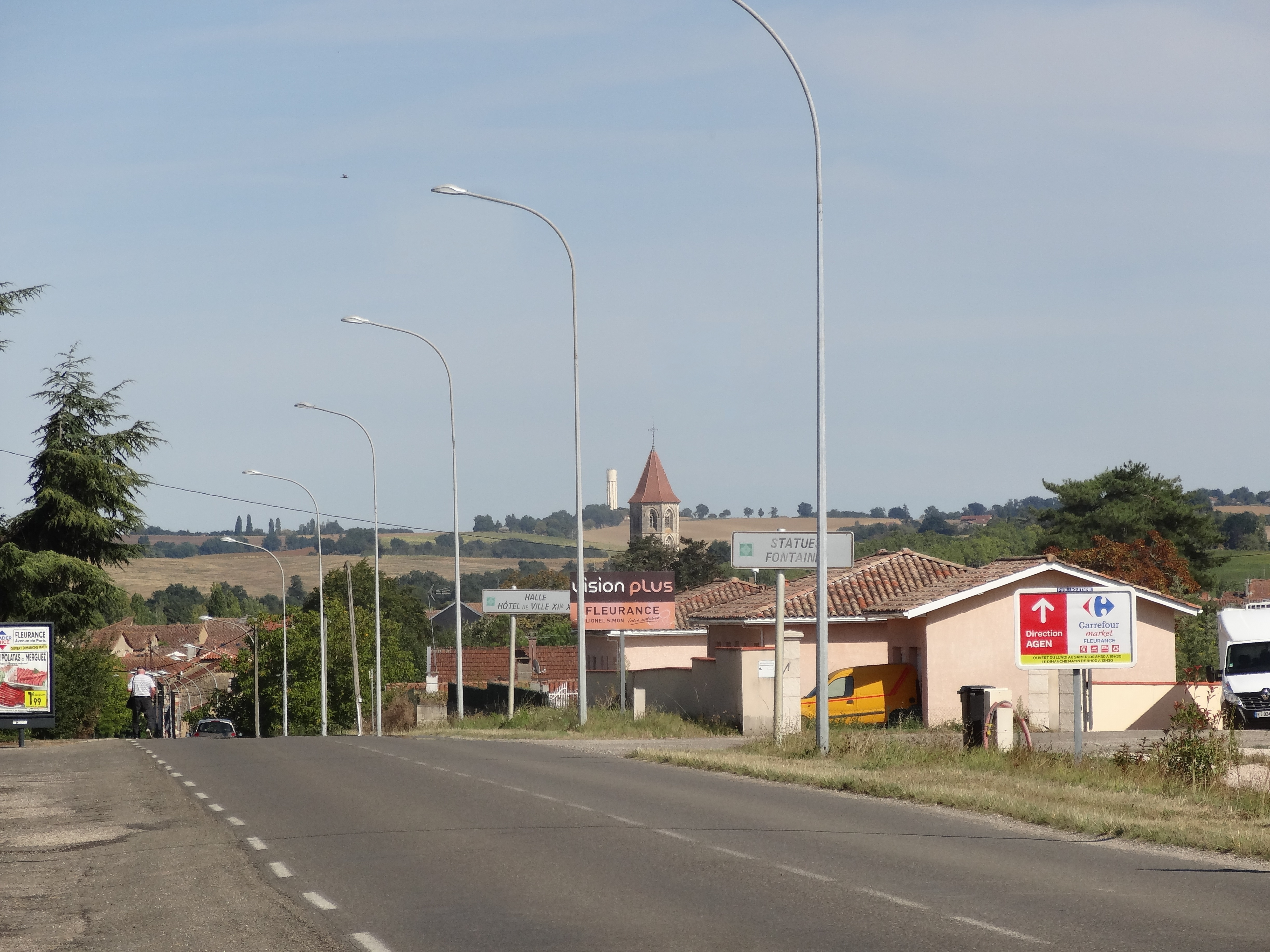
La commune (ici vue depuis l'ouest) s'inscrit dans un cadre rural.

### Typologie
Au 1er janvier 2024, Fleurance est catégorisée bourg rural, selon la nouvelle grille communale de densité à sept niveaux définie par l'Insee en 2022.
Elle appartient à l'unité urbaine de Fleurance, une unité urbaine monocommunale constituant une ville isolée,. Par ailleurs la commune fait partie de l'aire d'attraction d'Auch, dont elle est une commune de la couronne,. Cette aire, qui regroupe 112 communes, est catégorisée dans les aires de 50 000 à moins de 200 000 habitants,.

### Occupation des sols
L'occupation des sols de la commune, telle qu'elle ressort de la base de données européenne d’occupation biophysique des sols Corine Land Cover (CLC), est marquée par l'importance des territoires agricoles (86,8 % en 2018), en diminution par rapport à 1990 (90,3 %). La répartition détaillée en 2018 est la suivante : 
terres arables (57 %), zones agricoles hétérogènes (28 %), zones urbanisées (7,6 %), forêts (3,1 %), zones industrielles ou commerciales et réseaux de communication (2,5 %), prairies (1,8 %). L'évolution de l’occupation des sols de la commune et de ses infrastructures peut être observée sur les différentes représentations cartographiques du territoire : la carte de Cassini (XVIIIe siècle), la carte d'état-major (1820-1866) et les cartes ou photos aériennes de l'IGN pour la période actuelle (1950 à aujourd'hui).

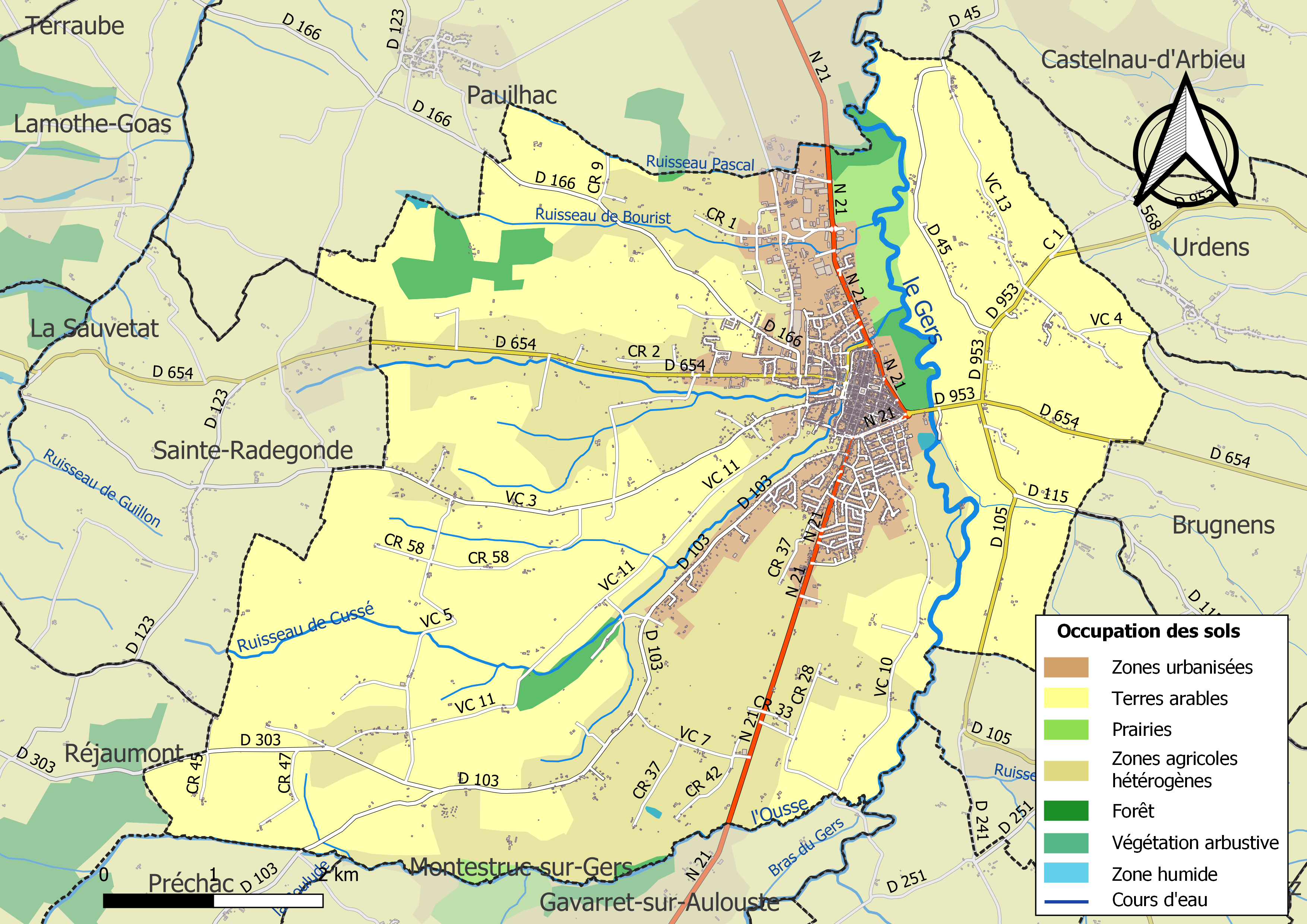
Carte des infrastructures et de l'occupation des sols de la commune en 2018 (CLC).

### Risques majeurs
Le territoire de la commune de Fleurance est vulnérable à différents aléas naturels : météorologiques (tempête, orage, neige, grand froid, canicule ou sécheresse), inondations et séisme (sismicité très faible). Il est également exposé à deux risques technologiques,  le transport de matières dangereuses et  le risque industriel. Un site publié par le BRGM permet d'évaluer simplement et rapidement les risques d'un bien localisé soit par son adresse soit par le numéro de sa parcelle.

#### Risques naturels
Certaines parties du territoire communal sont susceptibles d’être affectées par le risque d’inondation par débordement de cours d'eau, notamment le Gers et l'Ousse. La cartographie des zones inondables en ex-Midi-Pyrénées réalisée dans le cadre du XIe Contrat de plan État-région, visant à informer les citoyens et les décideurs sur le risque d’inondation, est accessible sur le site de la DREAL Occitanie. La commune a été reconnue en état de catastrophe naturelle au titre des dommages causés par les inondations et coulées de boue survenues en 1993, 1999, 2006, 2009 et 2013,.

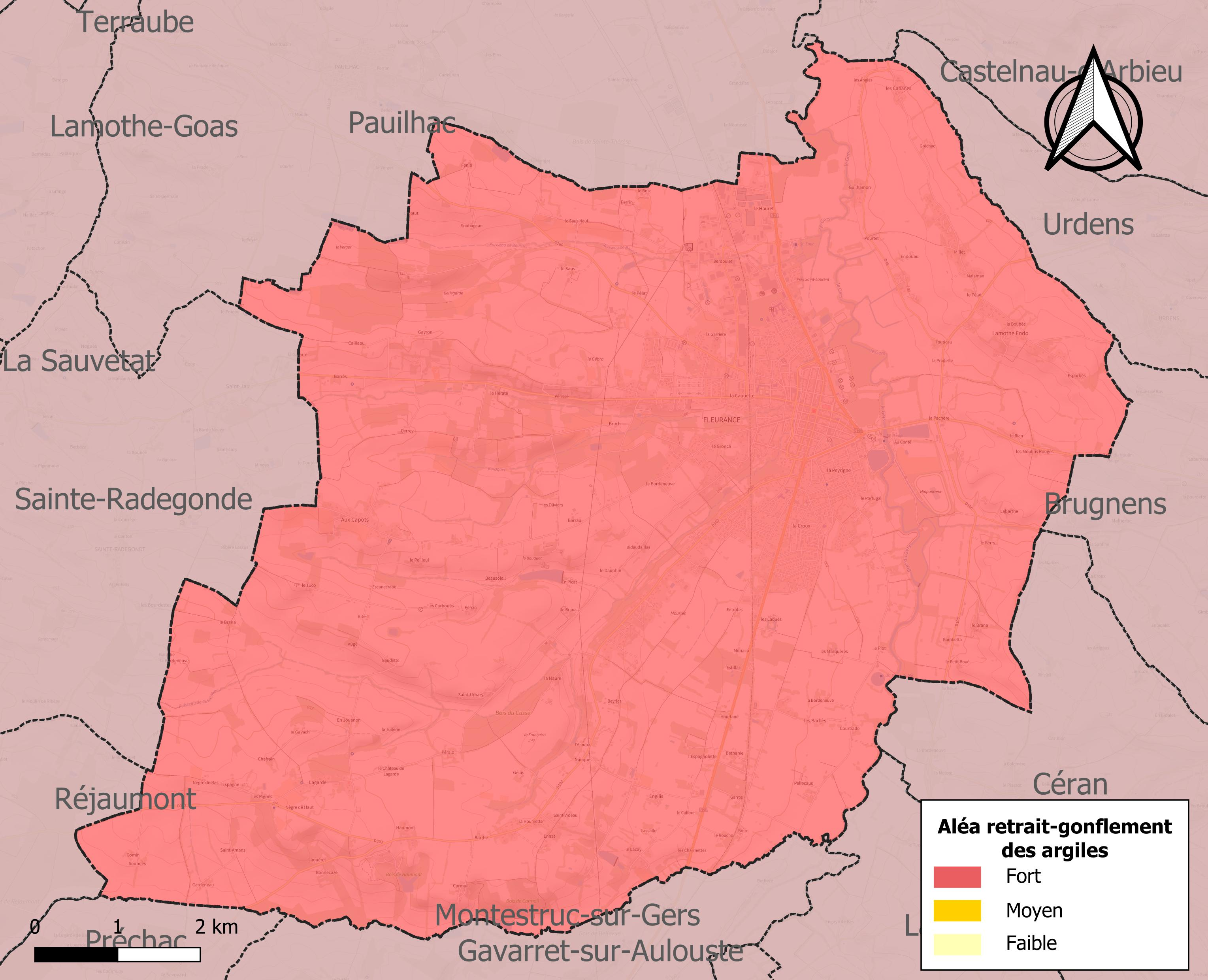
Carte des zones d'aléa retrait-gonflement des sols argileux de Fleurance.

Le retrait-gonflement des sols argileux est susceptible d'engendrer des dommages importants aux bâtiments en cas d’alternance de périodes de sécheresse et de pluie. La totalité de la commune est en aléa moyen ou fort (94,5 % au niveau départemental et 48,5 % au niveau national). Sur les 2 908 bâtiments dénombrés sur la commune en 2019, 2 908 sont en aléa moyen ou fort, soit 100 %, à comparer aux 93 % au niveau départemental et 54 % au niveau national. Une cartographie de l'exposition du territoire national au retrait gonflement des sols argileux est disponible sur le site du BRGM,.
Par ailleurs, afin de mieux appréhender le risque d’affaissement de terrain, l'inventaire national des cavités souterraines permet de localiser celles situées sur la commune.
Concernant les mouvements de terrains, la commune a été reconnue en état de catastrophe naturelle au titre des dommages causés par la sécheresse en 1989, 1991, 1993, 1998, 1999, 2002, 2003, 2011, 2012, 2017 et 2019 et par des mouvements de terrain en 1999.

#### Risques technologiques
La commune est exposée au risque industriel du fait de la présence sur son territoire d'une entreprise soumise à la directive européenne SEVESO.
Le risque de transport de matières dangereuses sur la commune est lié à sa traversée par des infrastructures routières ou ferroviaires importantes ou la présence d'une canalisation de transport d'hydrocarbures. Un accident se produisant sur de telles infrastructures est en effet susceptible d’avoir des effets graves au bâti ou aux personnes jusqu’à 350 m, selon la nature du matériau transporté. Des dispositions d’urbanisme peuvent être préconisées en conséquence.

## Toponymie
À l'instar de nombreuses autres villes neuves fondées à la même époque, Fleurance (Florencie en 1289)  emprunte son nom à une ville prestigieuse, Florence en Toscane, comme gage du succès de son développement.

## Histoire

### Fondation de la ville auXIIIesiècle
Fleurance est une de ces villes nouvelles appelées bastides qui ont été fondées au XIIIe siècle et  XIVe siècle dans le Sud-Ouest de la France dans un contexte d'essor démographique, de luttes seigneuriales et d'affirmation du pouvoir royal. À l'instar d'autres cités et dans l'espoir d'un avenir prometteur, son nom s'inspire de celui d'une des plus grandes capitales de l'Europe médiévale : Florence.
En 1272, le seigneur local Géraud de Cazaubon, comte de Gaure, ne réussit pas à empêcher le pillage par les comtes d'Armagnac et de Foix de sa capitale Sempuy. Afin d'obtenir la protection royale, il signe avec le sénéchal de Toulouse Eustache de Beaumarchès, représentant du roi, un contrat de paréage qui prévoit l'érection d'une capitale nouvelle pour son comté, avec l'accord de la proche abbaye cistercienne de Bouillas.
Fleurance est ainsi construite sur la butte de Montaglon (ou Mont des glands) selon un plan régulier centré sur la halle. Des palissades en bois délimitent un espace urbain pentagonal constitués d'îlots ou « moulons » délimités par des rues se coupant en angle droit.
Philippe le Bel ayant cédé Fleurance à Édouard Ier d'Angleterre en 1287, celui-ci ordonne, en 1291, une dérivation du Gers et la construction d'un moulin. En 1292, il participe au financement de remparts en briques. La construction de l'église débute enfin.

### Temps troublés
Durant la guerre de Cent Ans, Fleurance passe en diverses mains. De 1350 à 1354, elle est placée sous l'autorité du Saint-Siège. En 1425, le roi Charles VII fait don du comté de Gaure et de Fleurance à Charles II d'Albret en récompense de son œuvre guerrière. La cité connaît des troubles politiques et, en 1465, les quatre consuls qui administraient la cité sont exécutés.
Cela n'empêche pas le développement de l'industrie textile. Un tissu fait la renommée de la cité à partir XVe siècle : la serge de Fleurance.
À partir de 1542, la cité participe aux guerres de Religion. En 1586, lors d'un siège, les forces protestantes sont repoussées.
Le rattachement de la Gascogne au domaine royal par Henri IV, en 1607, offre de nouvelles perspectives à la ville. Celui-ci renforce l'administration royale et Fleurance devient le siège de l'élection de Lomagne. Aussi, dès lors, de nombreux cadets des familles fleurantines font carrière dans les armées royales.
Mais de nouveaux malheurs touchent la ville. Elle subit la grande peste en 1653-1654 et la famine en 1680.

### Embellie économique à partir duXVIIIesiècle

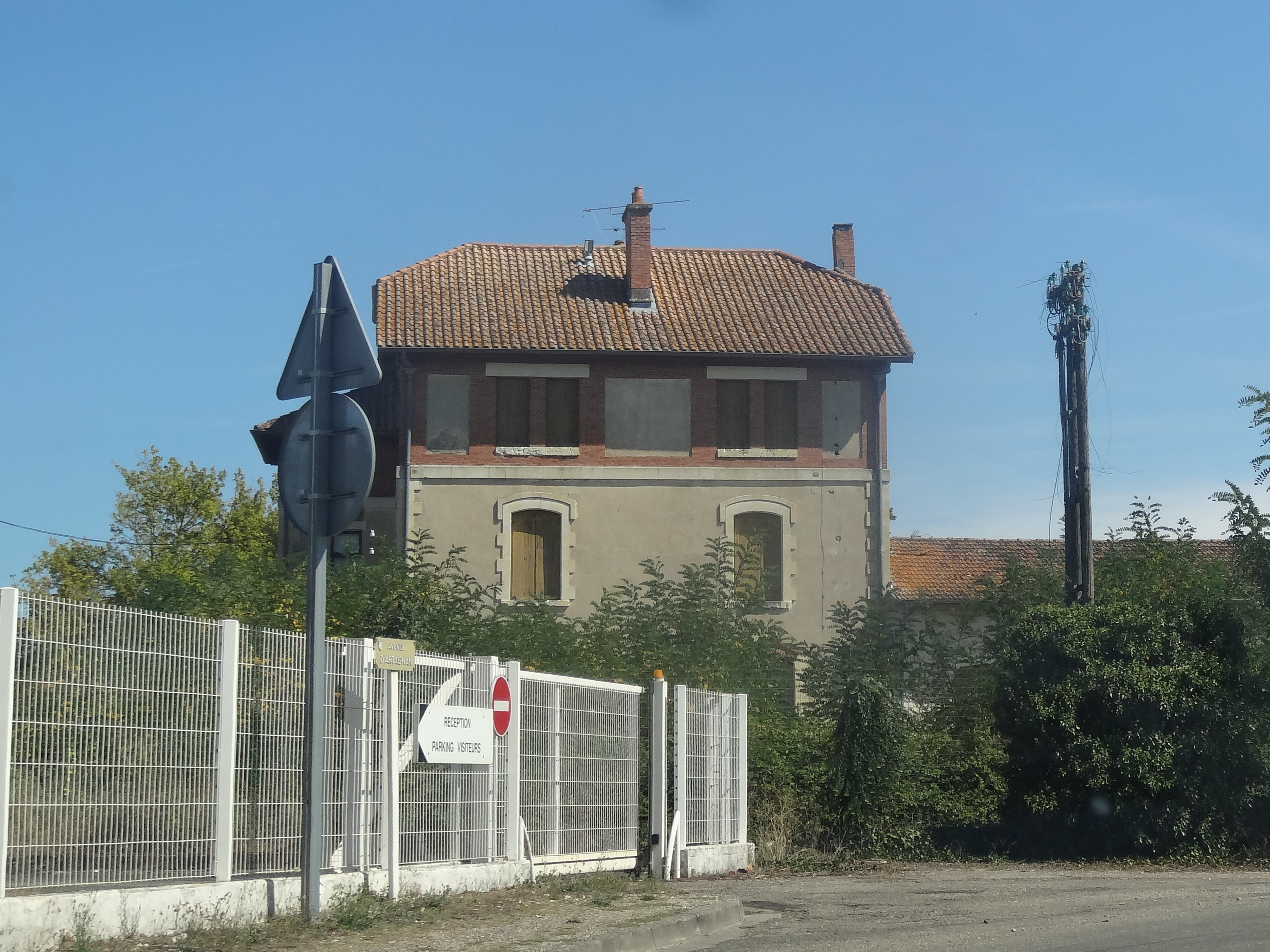
L'ancienne gare.

Une embellie économique favorise Fleurance à partir du XVIIIe siècle et bouleverse l'architecture urbaine. La ville s'illustre dans les domaines de la tuilerie, de la distillerie, de l'industrie de la plume à écrire (Léglize et Belliard) et de la chaussure (Établissements Cadéot et, au XIXe siècle, maison Auriac spécialisée dans l'espadrille).
Les remparts sont démolis en 1777. La halle, incendiée en 1833, est remplacée par la nouvelle halle-hôtel de ville en pierre en 1837. En 1865, Fleurance est reliée au réseau ferré. La ville s'équipe à l'éclairage au gaz en 1883 et accueille l'électricité en 1892.

### Temps modernes
En 1823, la commune de Lamothe-Endo est démantelée et fusionnée au sein des communes de Fleurance et Urdens. Aujourd'hui, un lieu-dit subsiste toujours.

## Politique et administration

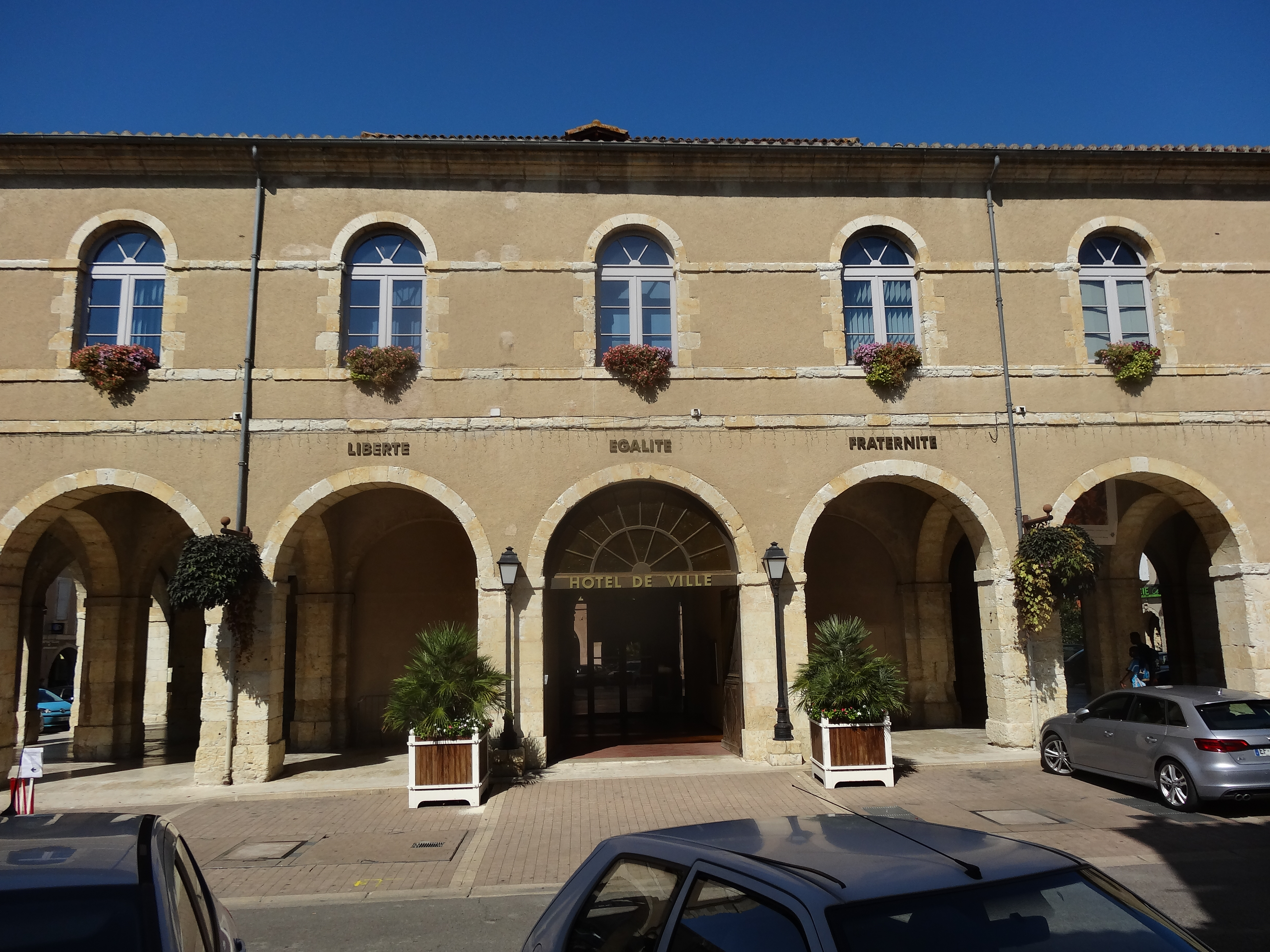
La halle-hôtel de ville de Fleurance.

### Liste des maires
| Période        | Période                         | Identité                | Étiquette      | Qualité |
| -------------- | ------------------------------- | ----------------------- | -------------- | --- |
| août 1944      | mai 1946                        | Louis Moussaron         |                | Directeur d'école |
| mai 1946       | mars 1947                       | André Parson            |                | Notaire |
| mars 1947      | juillet 1960                    | Eloi Castaing           |                | Charpentier |
| juillet 1960   | mars 1965                       | Roger Noyer             | SFIO           | Conseiller général de Fleurance (1961 → 1973) |
| mars 1965      | septembre 1970 (démission)      | Jean Gauthier           | PSU app.       | |
| septembre 1970 | mars 1971                       | Maurice Vidal           |                | Professeur de collège |
| mars 1971      | mars 1989                       | Maurice Mességué        | DVD puis RPR   | Chef d'entreprise, herboriste Conseiller général de Fleurance (1973 → 1985) |
| mars 1989      | juillet 1990                    | Claude Gallardo         | DVG            | Médecin généraliste et romancier Conseiller général de Fleurance (1985 → 1992) |
| juillet 1990   | septembre 1990                  | Michel Maupeu           |                | Président de la délégation spéciale |
| septembre 1990 | juin 1995                       | Claude Gallardo         | DVG            | Médecin généraliste et romancier Conseiller général de Fleurance (1985 → 1992) |
| juin 1995      | septembre 2017                  | Raymond Vall            | PRG            | Directeur commercial Sénateur du Gers (2008 → 2014 et 2015 → 2020) Conseiller régional de Midi-Pyrénées (2004 → 2008) Conseiller général de Fleurance (1998 → 2004) Vice-président de la CC de la Lomagne gersoise Démissionnaire |
| septembre 2017 | juillet 2020                    | Émilie Muñoz-Dennig     | DVG            | Retraitée de l'enseignement Vice-présidente de la CC de la Lomagne gersoise |
| juillet 2020   | En cours (au 23 septembre 2021) | Ronny Guardia-Mazzoleni | DVG (sout. PS) | Dirigeant de société Conseiller régional d'Occitanie (2015 → 2021) Président du Pays Portes de Gascogne Vice-président de la CC de la Lomagne gersoise                                                                            |

## Population et société

### Démographie
L'évolution du nombre d'habitants est connue à travers les recensements de la population effectués dans la commune depuis 1793. Pour les communes de moins de 10 000 habitants, une enquête de recensement portant sur toute la population est réalisée tous les cinq ans, les populations de référence des années intermédiaires étant quant à elles estimées par interpolation ou extrapolation. Pour la commune, le premier recensement exhaustif entrant dans le cadre du nouveau dispositif a été réalisé en 2007.

En 2022, la commune comptait 6 130 habitants, en évolution de +0,48 % par rapport à 2016 (Gers : +1,04 %, France hors Mayotte : +2,11 %).
| 1793  | 1800  | 1806  | 1821  | 1831  | 1841  | 1846  | 1851  | 1856  |
| ----- | ----- | ----- | ----- | ----- | ----- | ----- | ----- | ----- |
| 2 404 | 2 920 | 2 858 | 2 847 | 3 410 | 3 409 | 3 898 | 4 309 | 4 250 |

| 1861  | 1866  | 1872  | 1876  | 1881  | 1886  | 1891  | 1896  | 1901  |
| ----- | ----- | ----- | ----- | ----- | ----- | ----- | ----- | ----- |
| 4 275 | 4 516 | 4 515 | 4 550 | 4 443 | 4 457 | 4 282 | 4 237 | 4 102 |

| 1906  | 1911  | 1921  | 1926  | 1931  | 1936  | 1946  | 1954  | 1962  |
| ----- | ----- | ----- | ----- | ----- | ----- | ----- | ----- | ----- |
| 4 085 | 4 050 | 3 470 | 3 583 | 3 467 | 3 491 | 3 744 | 3 816 | 4 279 |

| 1968  | 1975  | 1982  | 1990  | 1999  | 2006  | 2007  | 2012  | 2017  |
| ----- | ----- | ----- | ----- | ----- | ----- | ----- | ----- | ----- |
| 5 154 | 5 816 | 6 088 | 6 368 | 6 273 | 6 257 | 6 255 | 6 245 | 6 021 |

| 2022  | - | - | - | - | - | - | - | - |
| ----- | - | - | - | - | - | - | - | - |
| 6 130 | - | - | - | - | - | - | - | - |

| selon la population municipale des années : | 1968 | 1975 | 1982 | 1990 | 1999 | 2006 | 2009 | 2013 |
| Rang de la commune dans le département      | 3    | 3    | 3    | 3    | 3    | 4    | 4    | 4    |
| Nombre de communes du département           | 466  | 462  | 462  | 462  | 463  | 463  | 463  | 463  |

### Enseignement

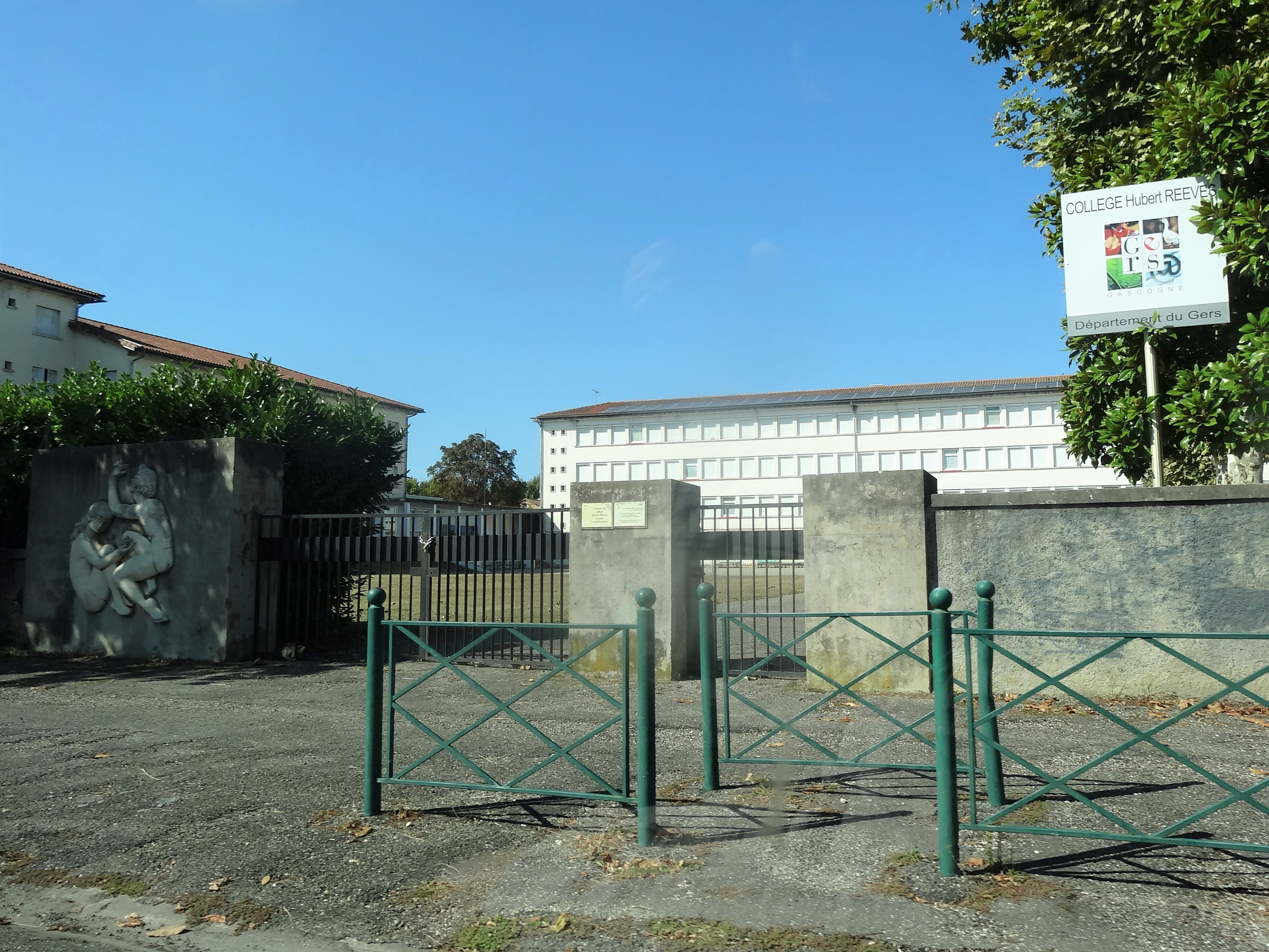
Le collège Hubert Reeves.

Plusieurs écoles primaires et maternelles sont présentes à Fleurance, ainsi que deux collèges.
Privé: École Saint-Laurent (maternelle et primaire) et Collège Saint Joseph.
Public: Maternelle Victor Hugo, école primaire Pasteur ou Monge et le collège Hubert Reeves.

### Manifestations culturelles et festivités
- Le carnaval en avril ;
- La fête de la musique ;

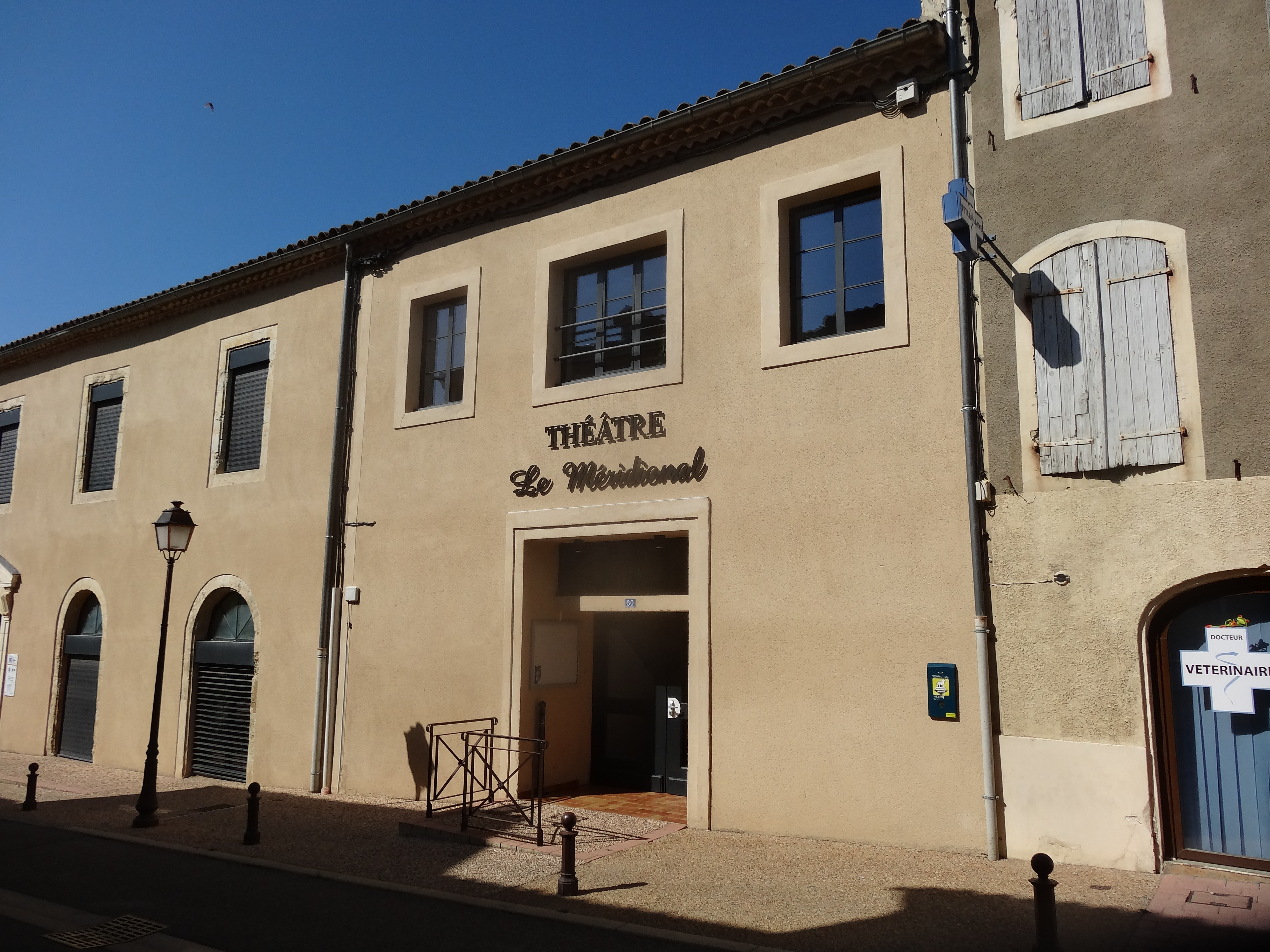
Théâtre Le Méridional.

- Le Festival Cuivro Foliz en juillet ;
- Une saison culturelle de spectacles vivants pluridisciplinaires, entre septembre et mai ;

#### Festival du Ciel et de l'Espace
Le festival d'astronomie de Fleurance, considéré comme le plus important de France dans ce domaine, est organisé chaque année la première dizaine d'août et rassemble plus de vingt mille participants. Depuis le 4 août 2017, jour de l'inauguration de la 27e édition du festival, l'astéroïde (349606) Fleurance, de la ceinture principale d'astéroïdes et découvert en 2008 par le suisse Michel Ory, est nommé en l'honneur de la ville qui accueille la manifestation. Fleurance devient ainsi la deuxième ville d'Occitanie à inscrire son nom dans l'espace, après Toulouse, qui le fit dès 1874.

### Santé
- Établissement Public de Santé de Lomagne qui résulte de la fusion des hôpitaux de Fleurance et de Lectoure en 2010. Il compte environ 400 lits répartis sur différents sites:
  - deux services de médecine "Moussaron" à Fleurance et "Armagnac" à Lectoure
  - deux services de Soins de Suite et de Réadaptation (SSR)
  - trois établissements d'hébergement pour personnes âgées dépendantes : l'EHPAD Cadéot et l'EHPAD La Pépinière à Fleurance, EHPAD du Tané à Lectoure
  - un service de Soins Infirmiers à Domicile avec une antenne sur chaque site (SIAD)
  - un accueil de jour Alzheimer à Fleurance[38].
- Maison de santé pluridisciplinaire intercommunale: 5 cabinets professionnels de médecine générale, 2 bureaux d’infirmières, 1 espace pour les kinésithérapeutes, 1 espace pour les podologues, 2 bureaux pour des chirurgiens-dentistes, 1 bureau pour les vacataires (diététicienne, ostéopathe, psychologue, sophrologue…)[39].

‌

### Sports
Les Tours de France cyclistes 1977 et 1979 ont chacun leur grand départ à Fleurance.
La flamme olympique des JO de 2024 sera de passage à Fleurance, avant de faire étape à Auch.
Équipements de sports et loisirs
- Base de loisirs qui intègre quatre courts de tennis dont un couvert, un bassin de natation, un espace aqualudique et un espace pour les enfants
- Espace culturel et sportif (handball et basket)
- Hippodrome du Réchou (deux courses annuelles les premier et deuxième dimanches d'août)
- Stade municipal et terrains de sport (foot, rugby)
- Golf de Lassalle (9 trous)
- Halle Eloi Castaing (espace polyvalent, ping-pong)
- Salle de Gymnastique et dojo (judo)

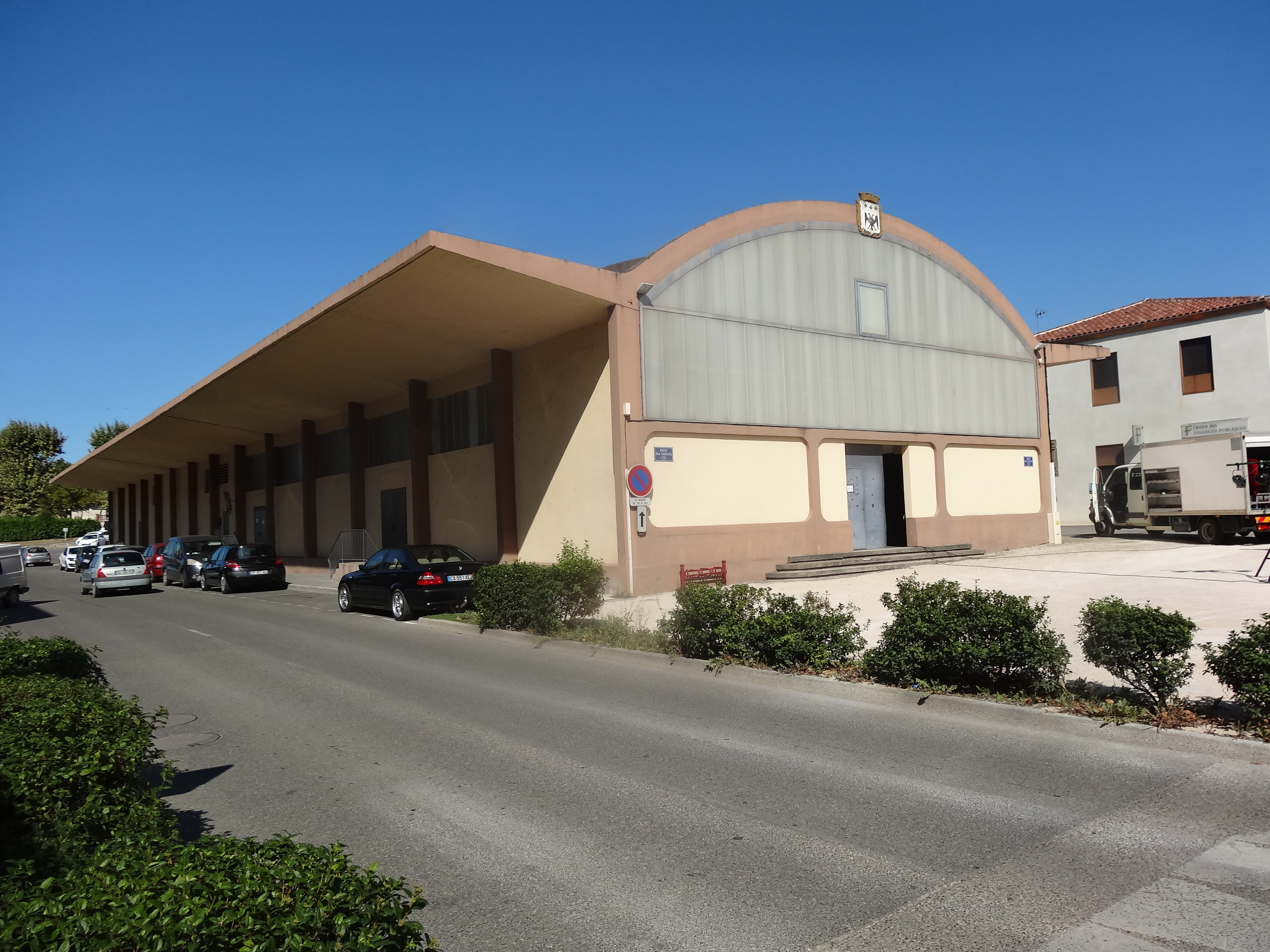
La halle Eloi Castaing.

#### Clubs sportifs
- L’OMS (Office municipal des sports) de Fleurance fait le lien entre les associations sportives de la ville, soit 26 clubs regroupant plus de 2400 licenciés, et organise une manifestation par an, les Fleuransports.

Rugby
- Association sportive fleurantine

Football
- Association sportive fleurantine football

## Économie

### Revenus
En 2018  (données Insee publiées en septembre 2021), la commune compte 3 055 ménages fiscaux, regroupant 6 067 personnes. La médiane du revenu disponible par unité de consommation est de 19 130 € (20 820 € dans le département). 38 % des ménages fiscaux sont imposés (43,9 % dans le département).

### Emploi
|                | 2008  | 2013  | 2018   |
| -------------- | ----- | ----- | ------ |
| Commune        | 6,7 % | 9,3 % | 11,9 % |
| Département    | 6,1 % | 7,5 % | 8,2 %  |
| France entière | 8,3 % | 10 %  | 10 %   |

En 2018, la population âgée de 15 à 64 ans s'élève à 3 173 personnes, parmi lesquelles on compte 74,5 % d'actifs (62,5 % ayant un emploi et 11,9 % de chômeurs) et 25,5 % d'inactifs,. En  2018, le taux de chômage communal (au sens du recensement) des 15-64 ans est supérieur à celui de la France et du département, alors qu'il était inférieur à celui de la France en 2008.
La commune fait partie de la couronne de l'aire d'attraction d'Auch, du fait qu'au moins 15 % des actifs travaillent dans le pôle,. Elle compte 2 913 emplois en 2018, contre 2 888 en 2013 et 2 993 en 2008. Le nombre d'actifs ayant un emploi résidant dans la commune est de 2 033, soit un indicateur de concentration d'emploi de 143,3 % et un taux d'activité parmi les 15 ans ou plus de 46,2 %.
Sur ces 2 033 actifs de 15 ans ou plus ayant un emploi, 1 162 travaillent dans la commune, soit 57 % des habitants. Pour se rendre au travail, 84,5 % des habitants utilisent un véhicule personnel ou de fonction à quatre roues, 1 % les transports en commun, 9,2 % s'y rendent en deux-roues, à vélo ou à pied et 5,1 % n'ont pas besoin de transport (travail au domicile).

### Activités hors agriculture

#### Secteurs d'activités
599 établissements sont implantés  à Fleurance au 31 décembre 2019. Le tableau ci-dessous en détaille le nombre par secteur d'activité et compare les ratios avec ceux du département,.
| Secteur d'activité                                                                                        | Commune | Commune | Département |
| Secteur d'activité                                                                                        | Nombre  | %       | %           |
| --- | ------- | ------- | ----------- |
| Ensemble                                                                                                  | 599     | 100 %   | (100 %)     |
| Industrie manufacturière, industries extractives et autres                                                | 53      | 8,8 %   | (12,3 %)    |
| Construction                                                                                              | 75      | 12,5 %  | (14,6 %)    |
| Commerce de gros et de détail, transports, hébergement et restauration                                    | 186     | 31,1 %  | (27,7 %)    |
| Information et communication                                                                              | 14      | 2,3 %   | (1,8 %)     |
| Activités financières et d'assurance                                                                      | 23      | 3,8 %   | (3,5 %)     |
| Activités immobilières                                                                                    | 35      | 5,8 %   | (5,2 %)     |
| Activités spécialisées, scientifiques et techniques et activités de services administratifs et de soutien | 86      | 14,4 %  | (14,4 %)    |
| Administration publique, enseignement, santé humaine et action sociale                                    | 81      | 13,5 %  | (12,3 %)    |
| Autres activités de services                                                                              | 46      | 7,7 %   | (8,3 %)     |

Le secteur du commerce de gros et de détail, des transports, de l'hébergement et de la restauration est prépondérant sur la commune puisqu'il représente 31,1 % du nombre total d'établissements de la commune (186 sur les 599 entreprises implantées  à Fleurance), contre 27,7 % au niveau départemental.

#### Entreprises et commerces
Les cinq entreprises ayant leur siège social sur le territoire communal qui génèrent le plus de chiffre d'affaires en 2020 sont : 
- Castel Et Fromaget, fabrication de structures métalliques et de parties de structures (84 109 k€) ;
- Camozzi Materiaux, commerce de gros (commerce interentreprises) de bois et de matériaux de construction (45 369 k€) ;
- Soc Troisel, fabrication de structures métalliques et de parties de structures (33 348 k€) ;
- Fleurance Nature, vente à distance sur catalogue spécialisé (28 830 k€) ;
- Castel Alu - Cfa, travaux de menuiserie métallique et serrurerie (11 242 k€).

Fleurance est l'une des villes les plus dynamiques du Gers.[réf. nécessaire] C'est non seulement un centre commercial important mais aussi un centre industriel : constructions mécaniques et métalliques, bâtiment et travaux publics, produits naturels et du terroir, produits diététiques, conserveries, coopérative agricole, commerce équitable.
Fleurance accueille un marché traditionnel de pays le mardi, qui est aussi un marché au gras l'hiver, et un marché de producteurs locaux le samedi matin.
Fleurance possède une zone de loisirs et des équipements sportifs établis sur toute la bordure est de la cité, le long du Gers.

Économie à Fleurance
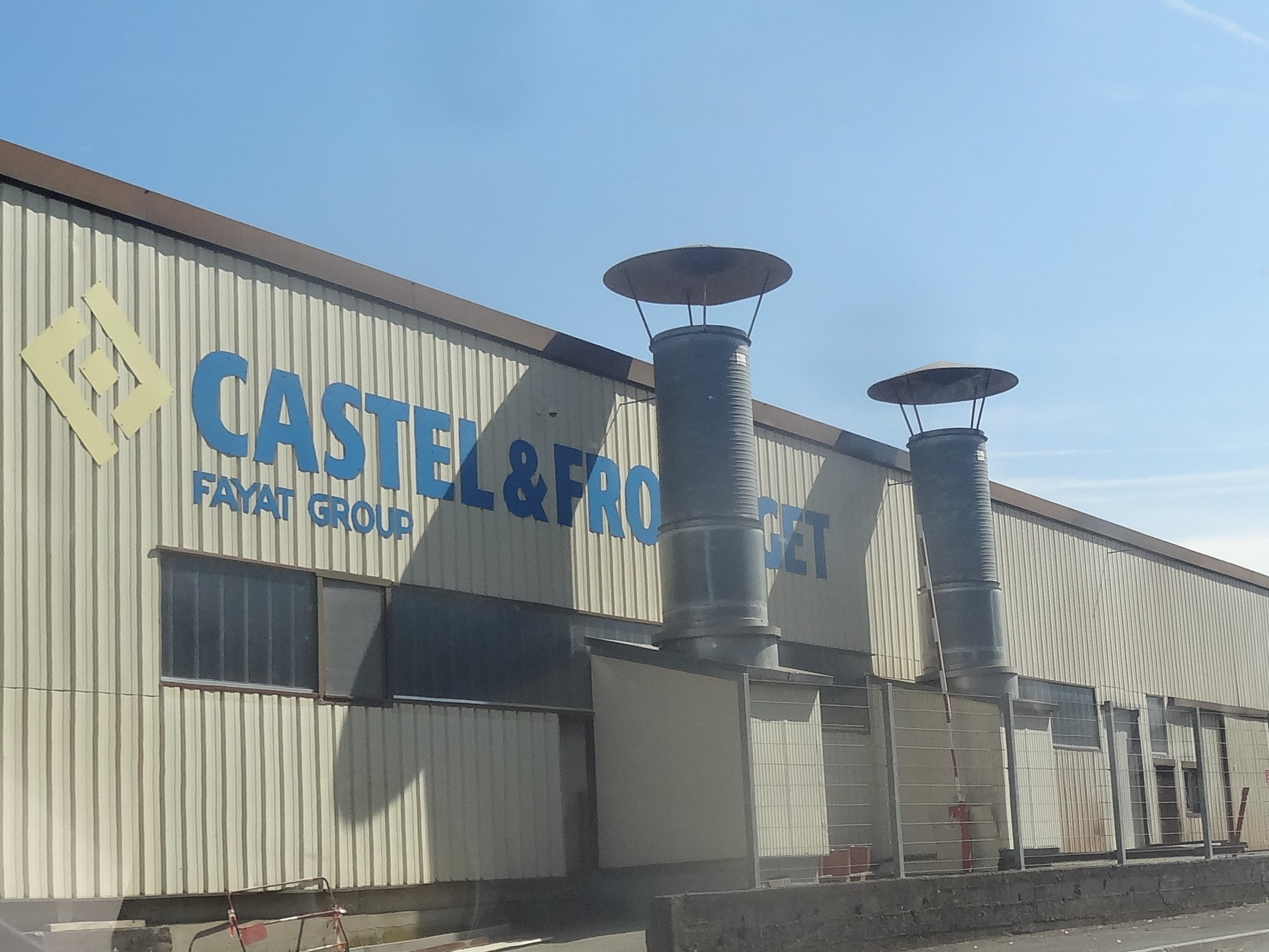
Entreprise Castel et Fromaget.
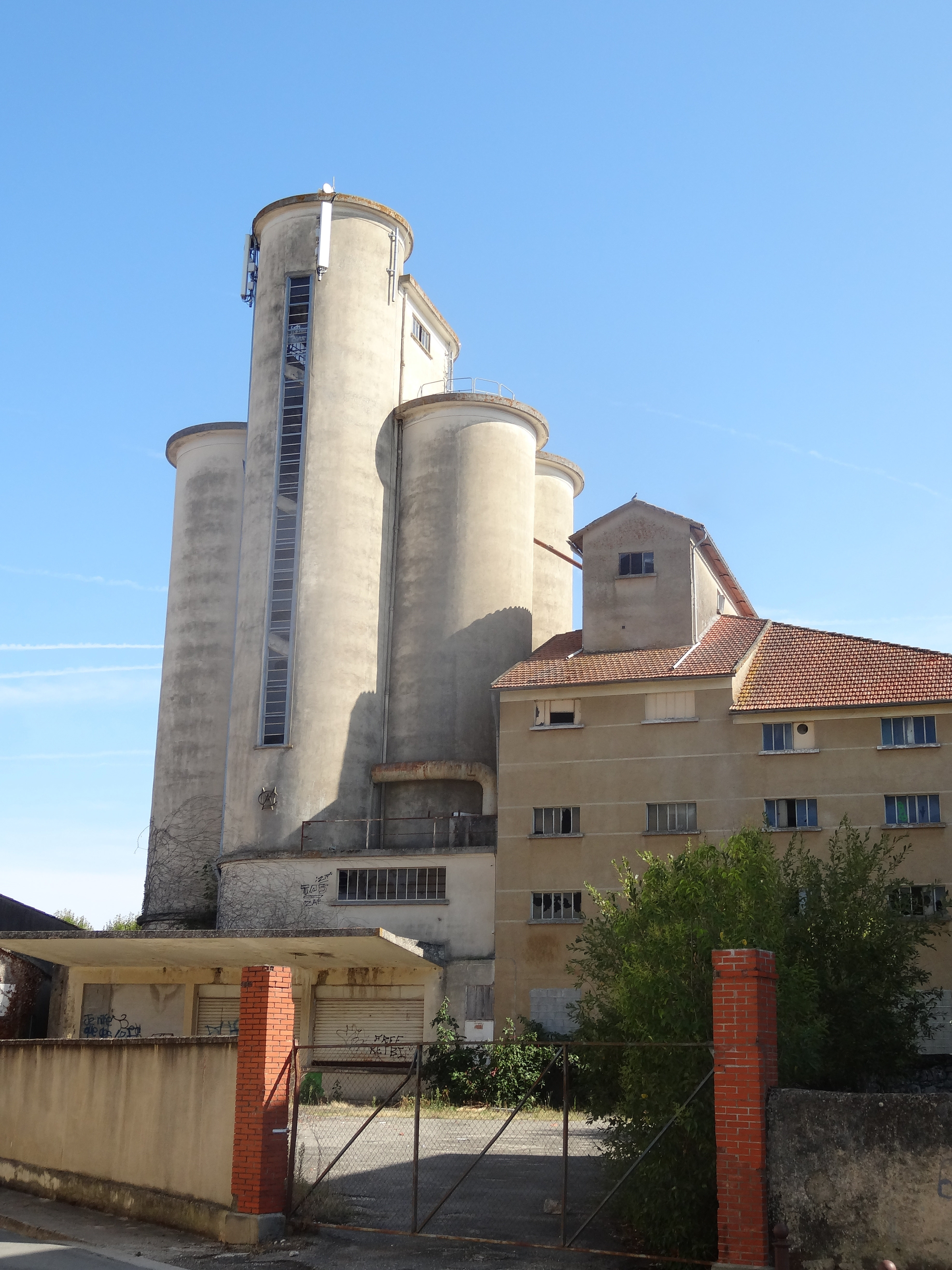
Silos agricoles.
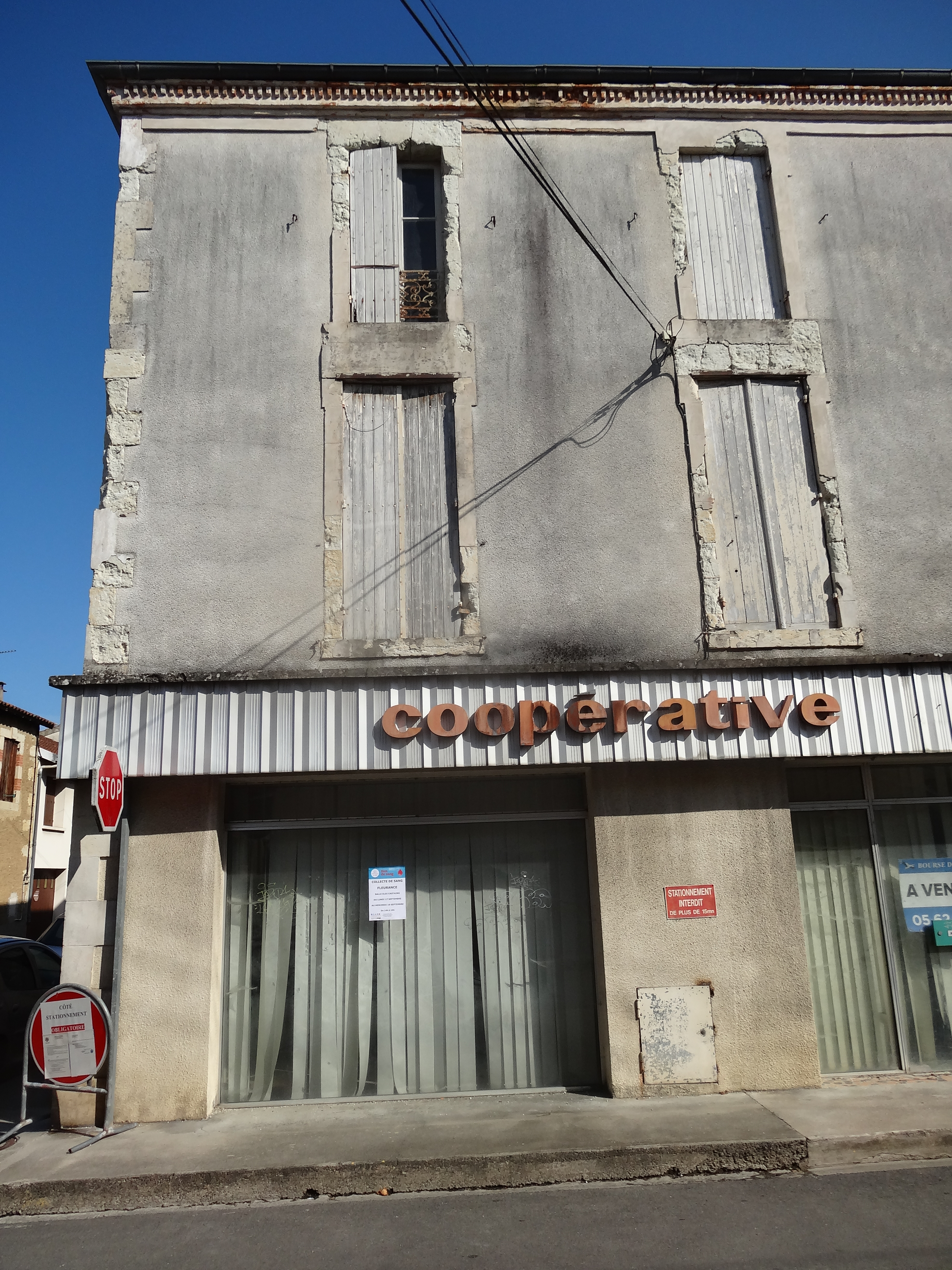
Ancienne coopérative agricole située rue Montablon.

### Agriculture
La commune est dans le « Haut-Armagnac », une petite région agricole occupant le centre du département du Gers. En 2020, l'orientation technico-économique de l'agriculture  sur la commune est la polyculture et/ou le polyélevage.
|               | 1988  | 2000  | 2010  | 2020  |
| ------------- | ----- | ----- | ----- | ----- |
| Exploitations | 106   | 49    | 56    | 40    |
| SAU (ha)      | 2 432 | 1 958 | 2 015 | 2 001 |

Le nombre d'exploitations agricoles en activité et ayant leur siège dans la commune est passé de 106 lors du recensement agricole de 1988  à 49 en 2000 puis à 56 en 2010 et enfin à 40 en 2020, soit une baisse de 62 % en 32 ans. Le même mouvement est observé à l'échelle du département qui a perdu pendant cette période 51 % de ses exploitations,. La surface agricole utilisée sur la commune a également diminué, passant de 2 432 ha en 1988 à 2 001 ha en 2020. Parallèlement la surface agricole utilisée moyenne par exploitation a augmenté, passant de 23 à 50 ha.

## Culture locale et patrimoine

### Monuments et lieux touristiques
- La halle-hôtel de ville de Fleurance. L'hôtel de ville est situé sur la place centrale à arceaux. Il est de style néo-classique et surmonte une belle halle en pierre. Il est l'œuvre d'un architecte auscitain nommé Ardenne. Il fut construit de 1834 à 1837. Cet édifice a remplacé la halle du Moyen Âge détruite par un important incendie. Aux quatre angles de la place siègent quatre statues-fontaines de bronze réalisées par Albert-Ernest Carrier-Belleuse représentant les quatre saisons (XIXe siècle).

La halle-hôtel de ville
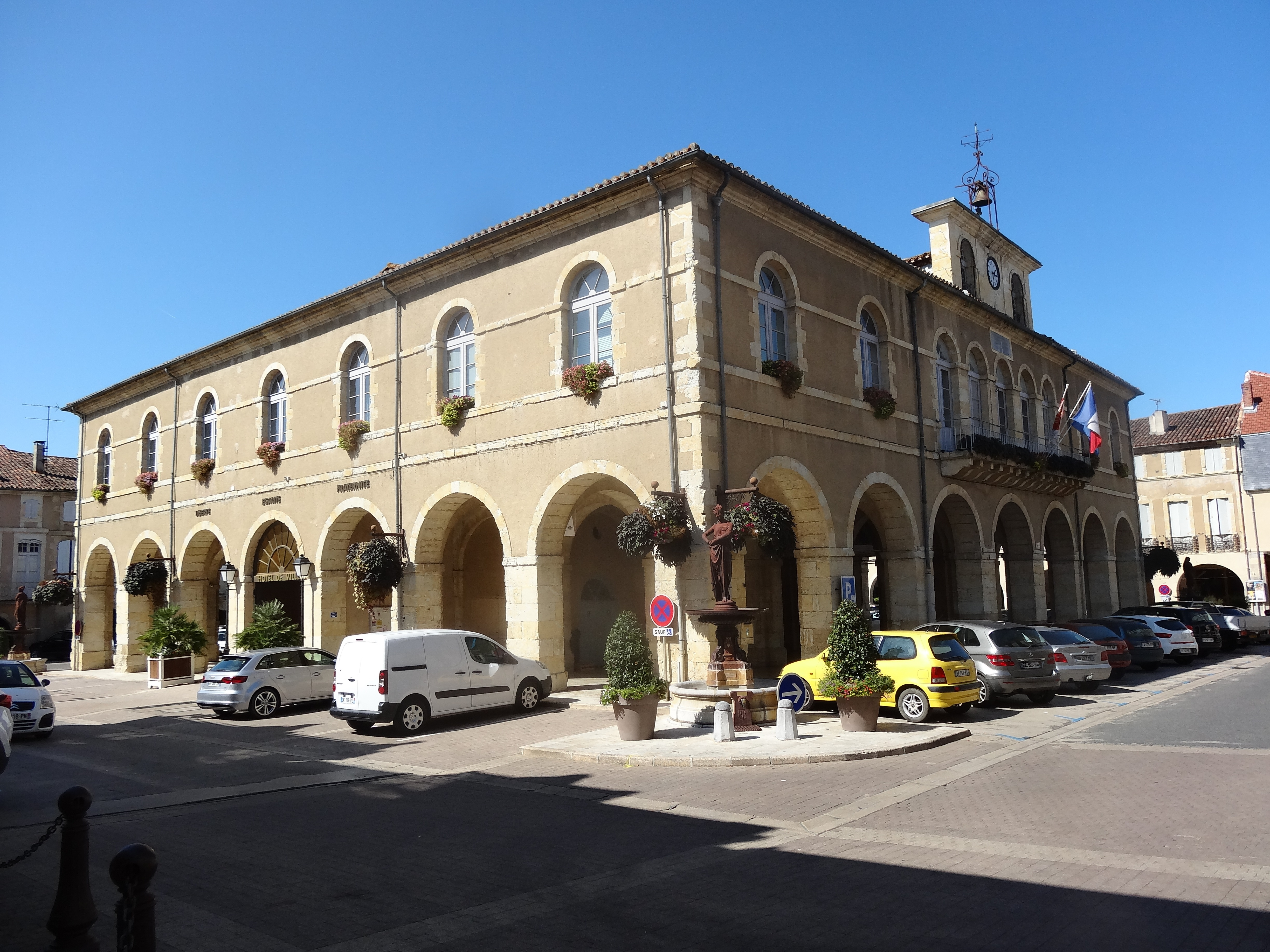
La halle-hôtel de ville en 2018...
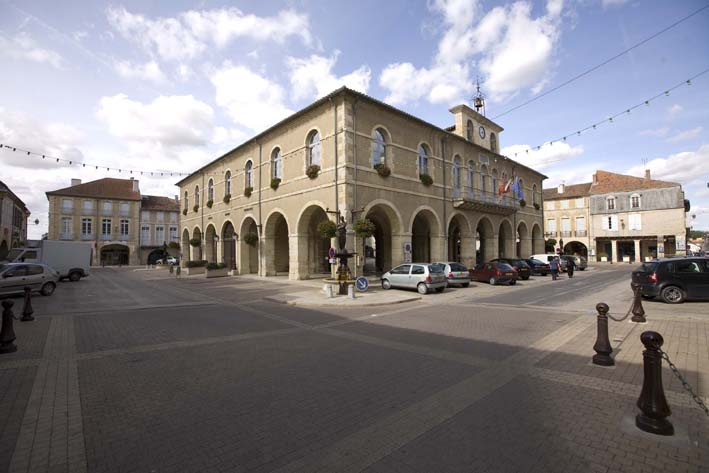
.. et ici dix ans auparavant.
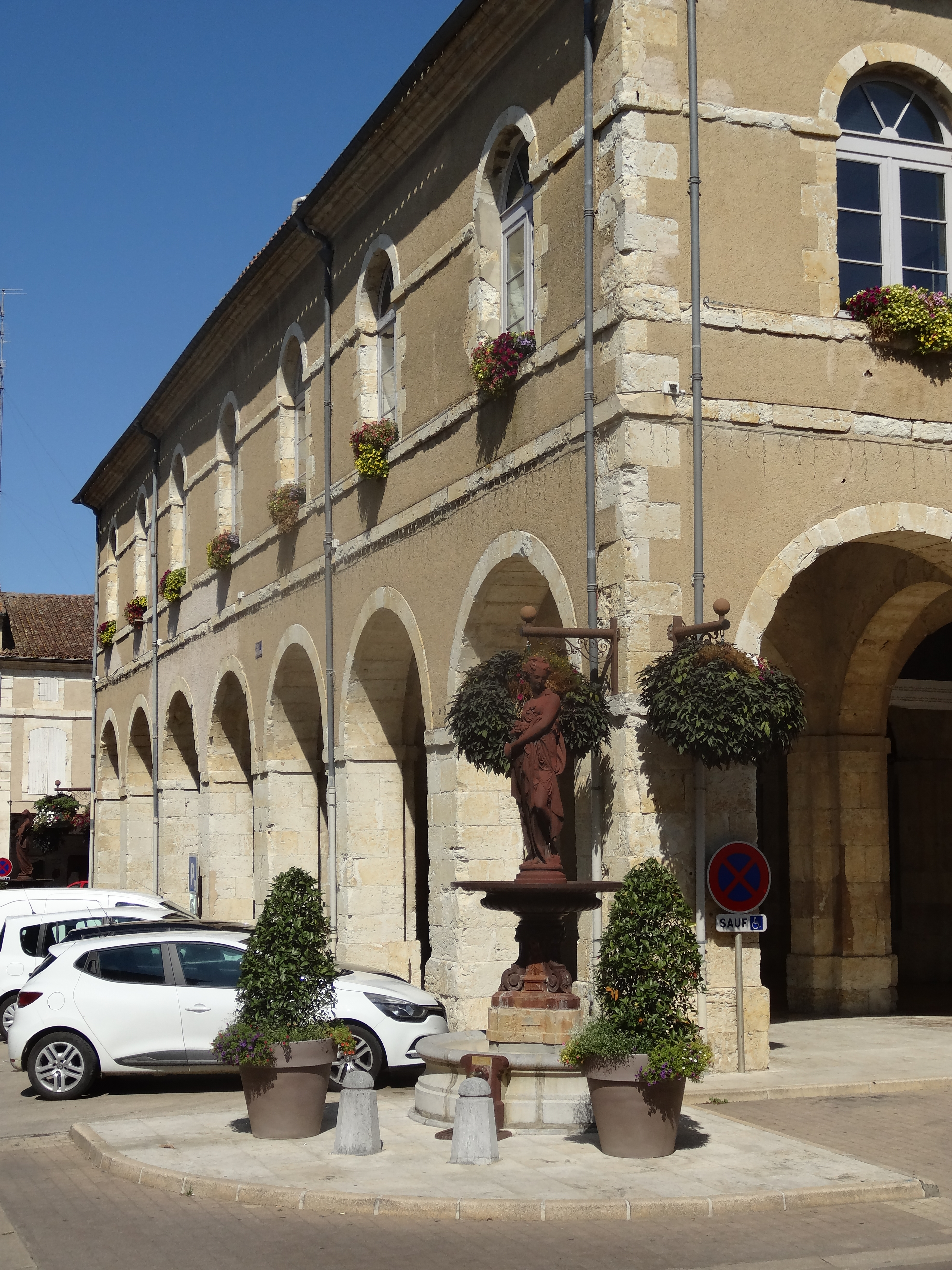
Statue-fontaine.
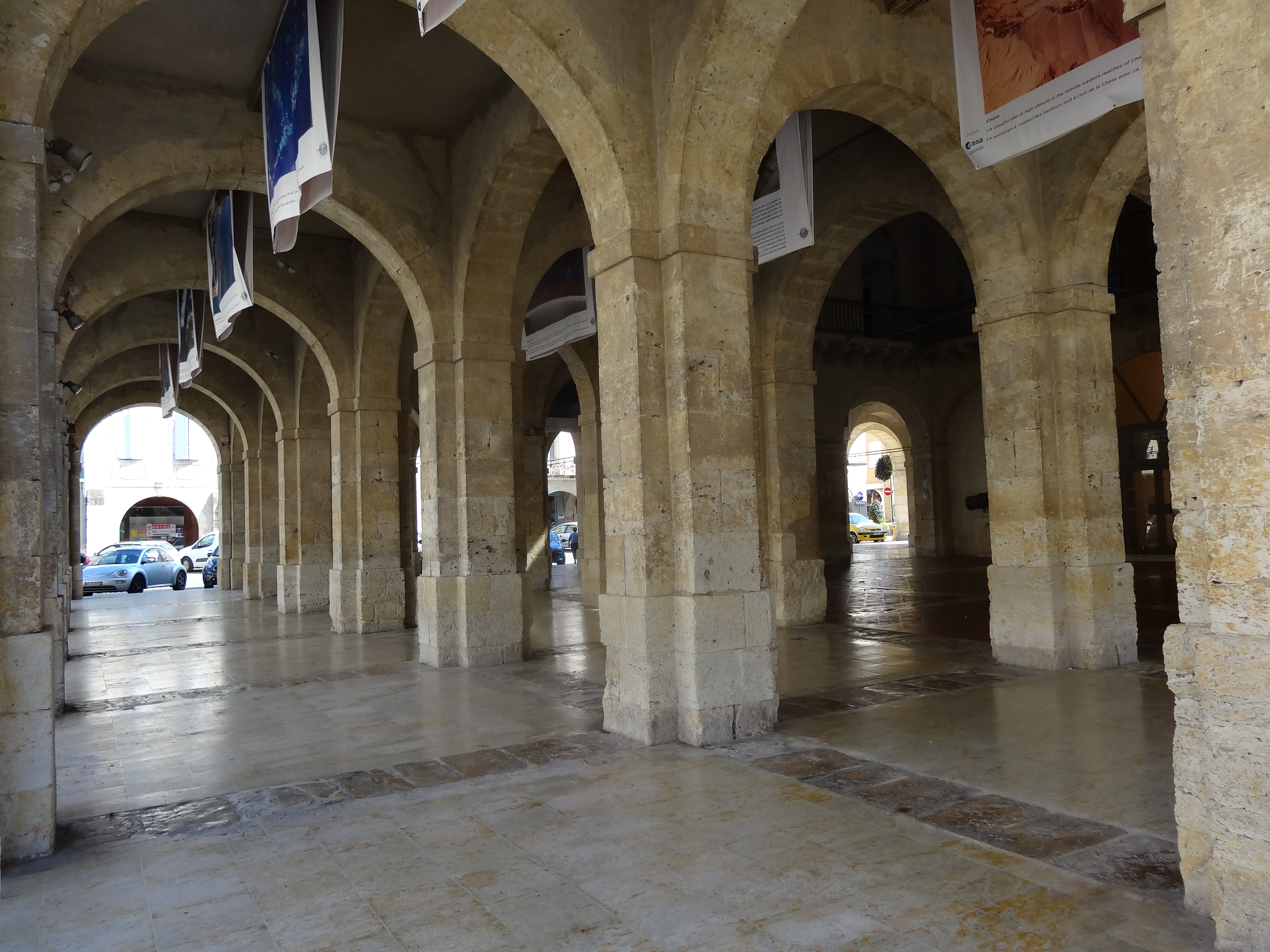
Les piliers et arcades du bâtiment.

- L'église Saint-Laurent ou église Notre-Dame et Saint-Jean-Baptiste, construite de 1280 à 1406, est de style gothique méridional.

L'église Saint-Laurent
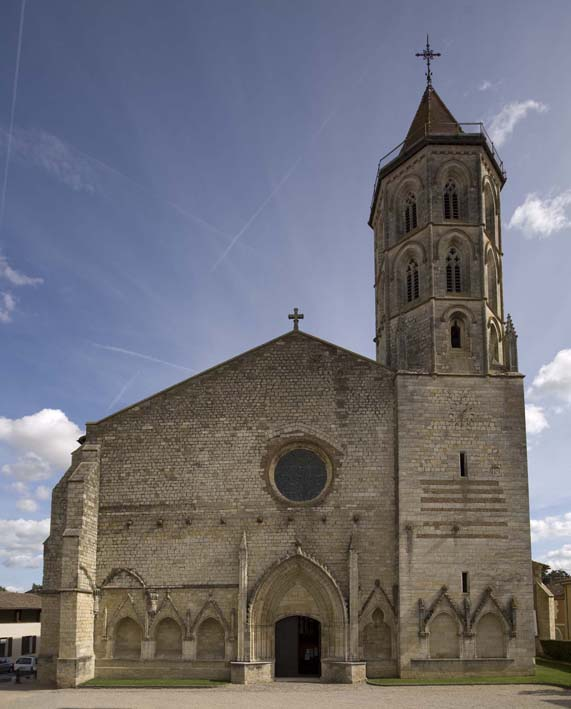
La façade occidentale et le clocher.
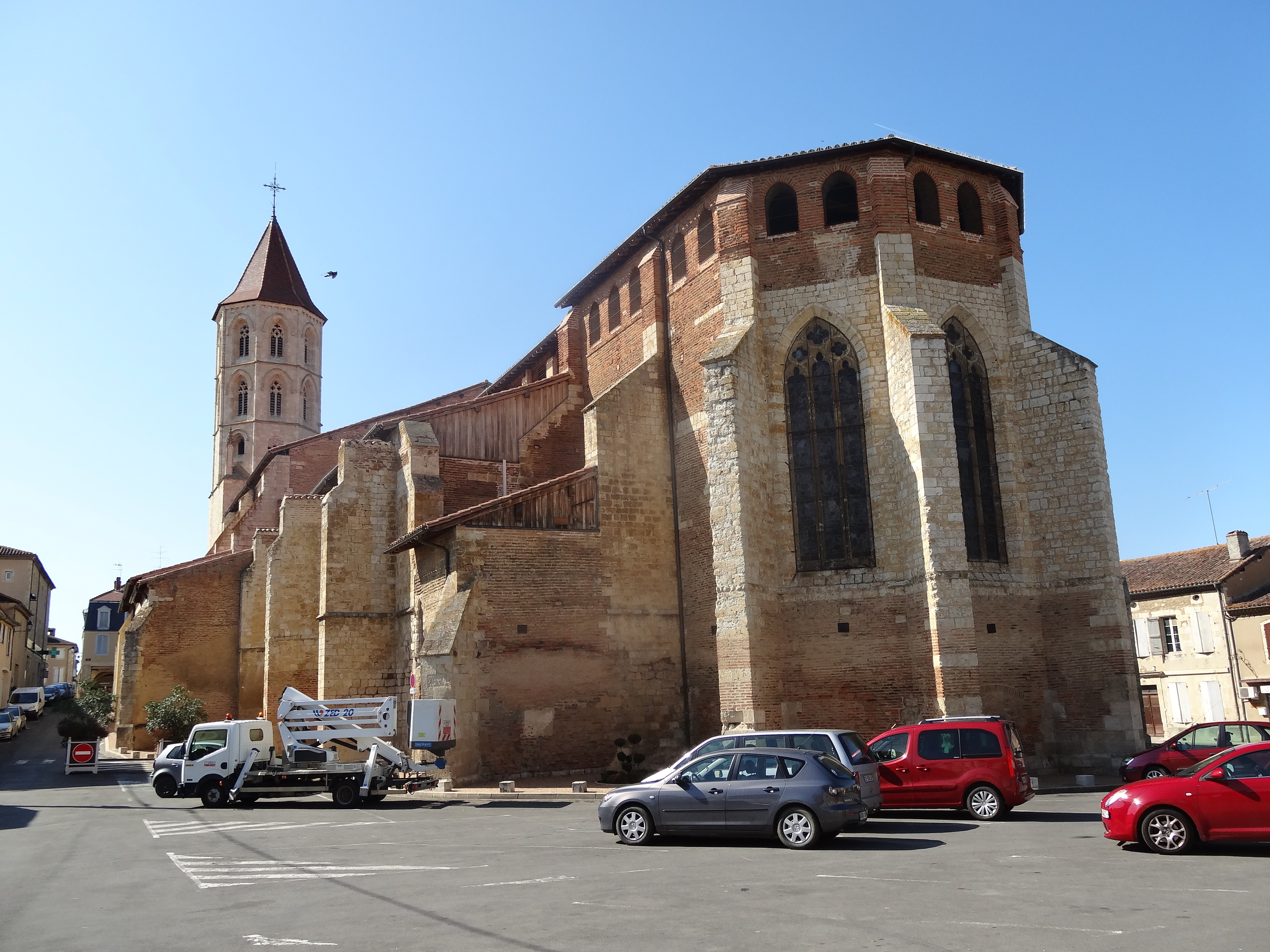
L'église vue du chevet.
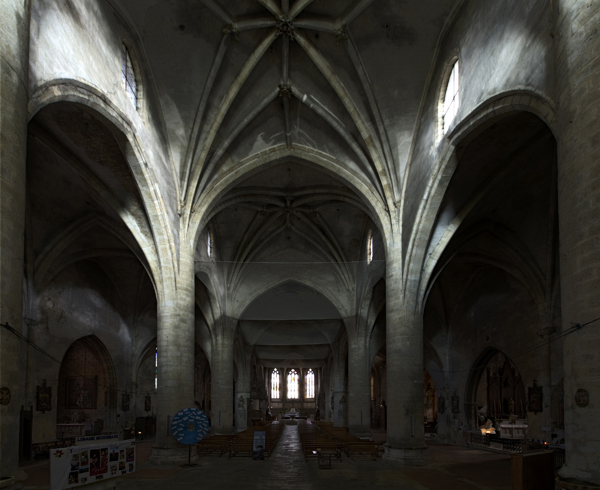
La nef en 2008.
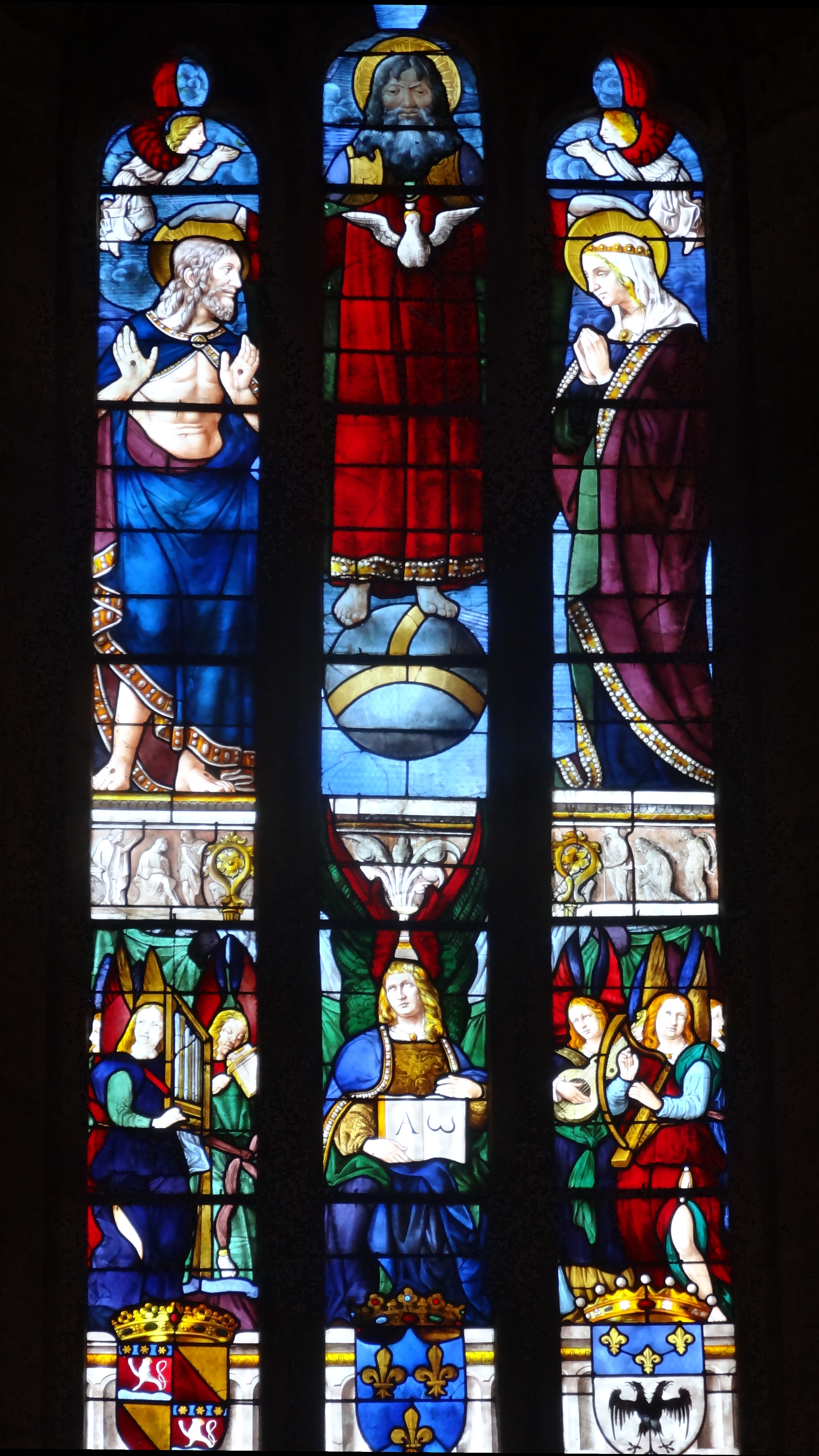
Vitrail Renaissance.
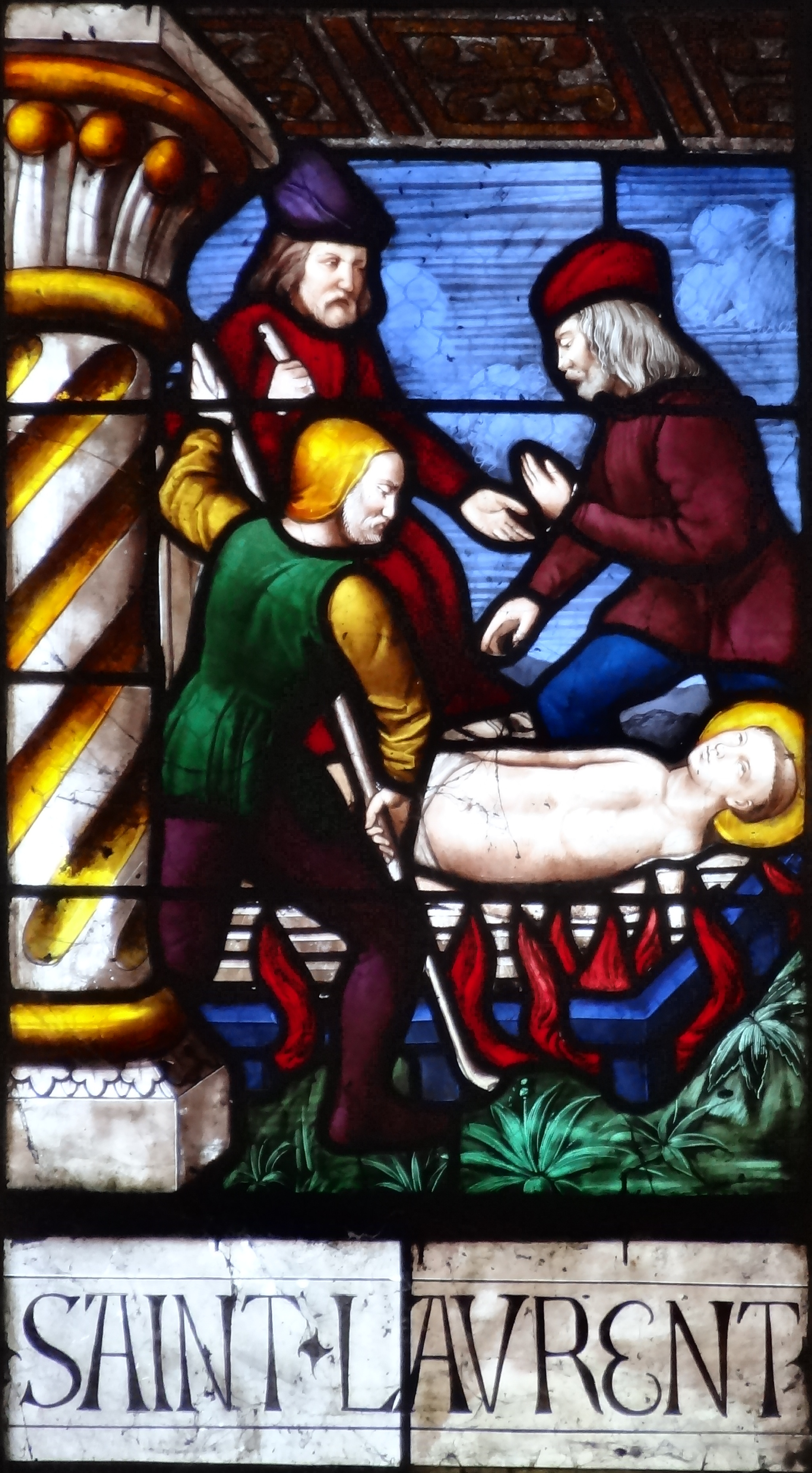
Scène de vitrail Renaissance.

- Église de Lagarde.

L'église de Lagarde
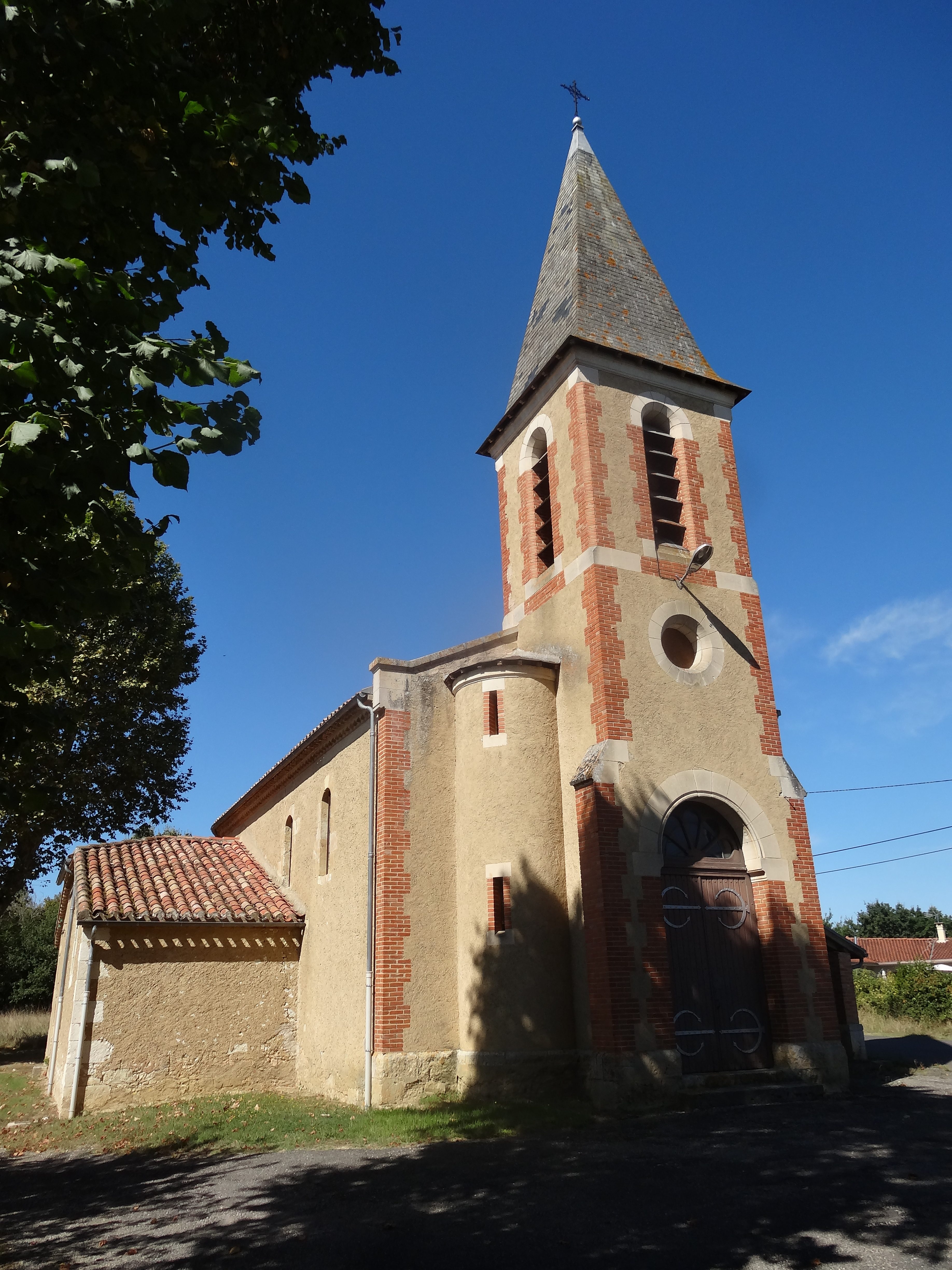
L'église.
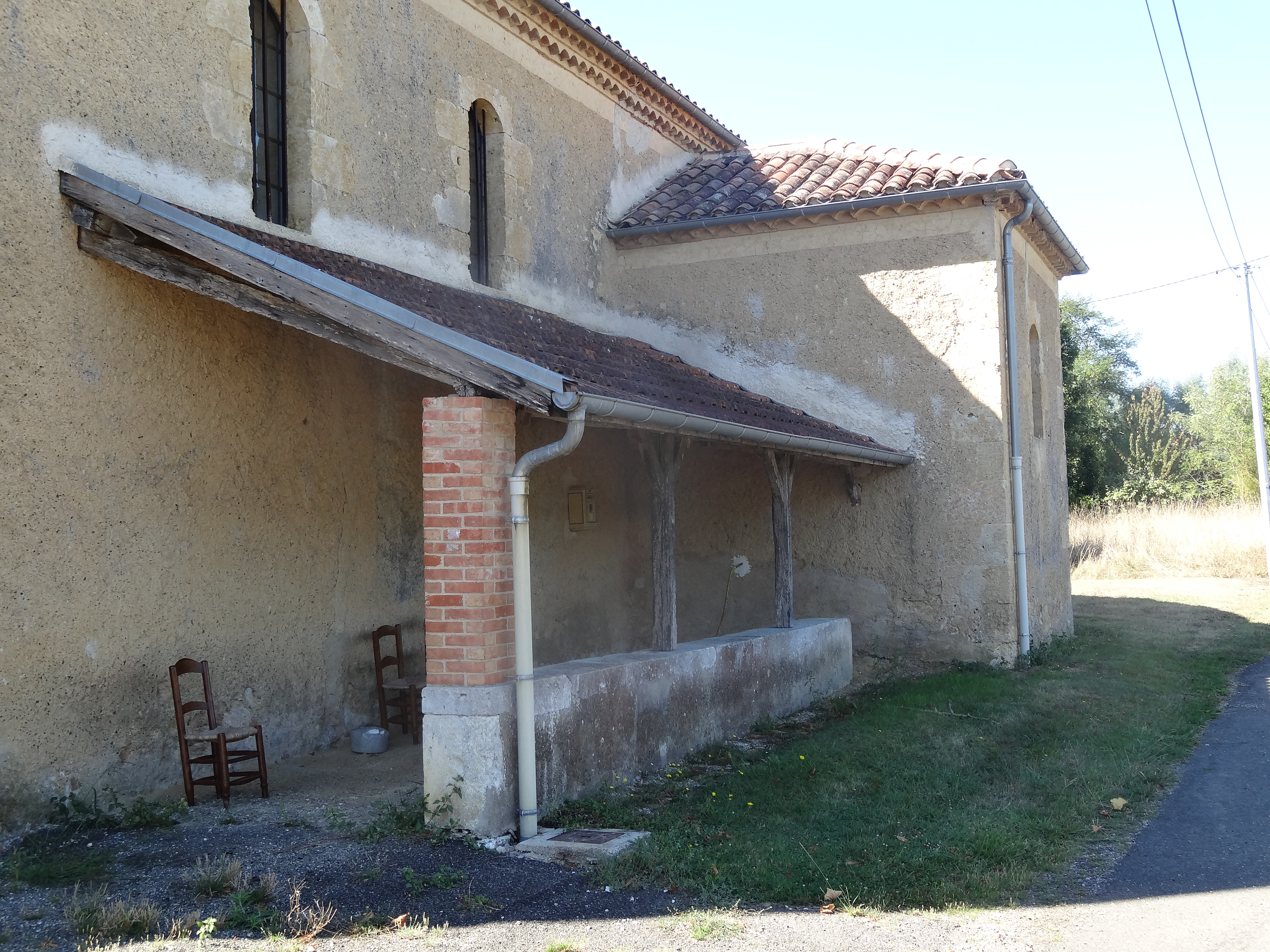
L'emban.
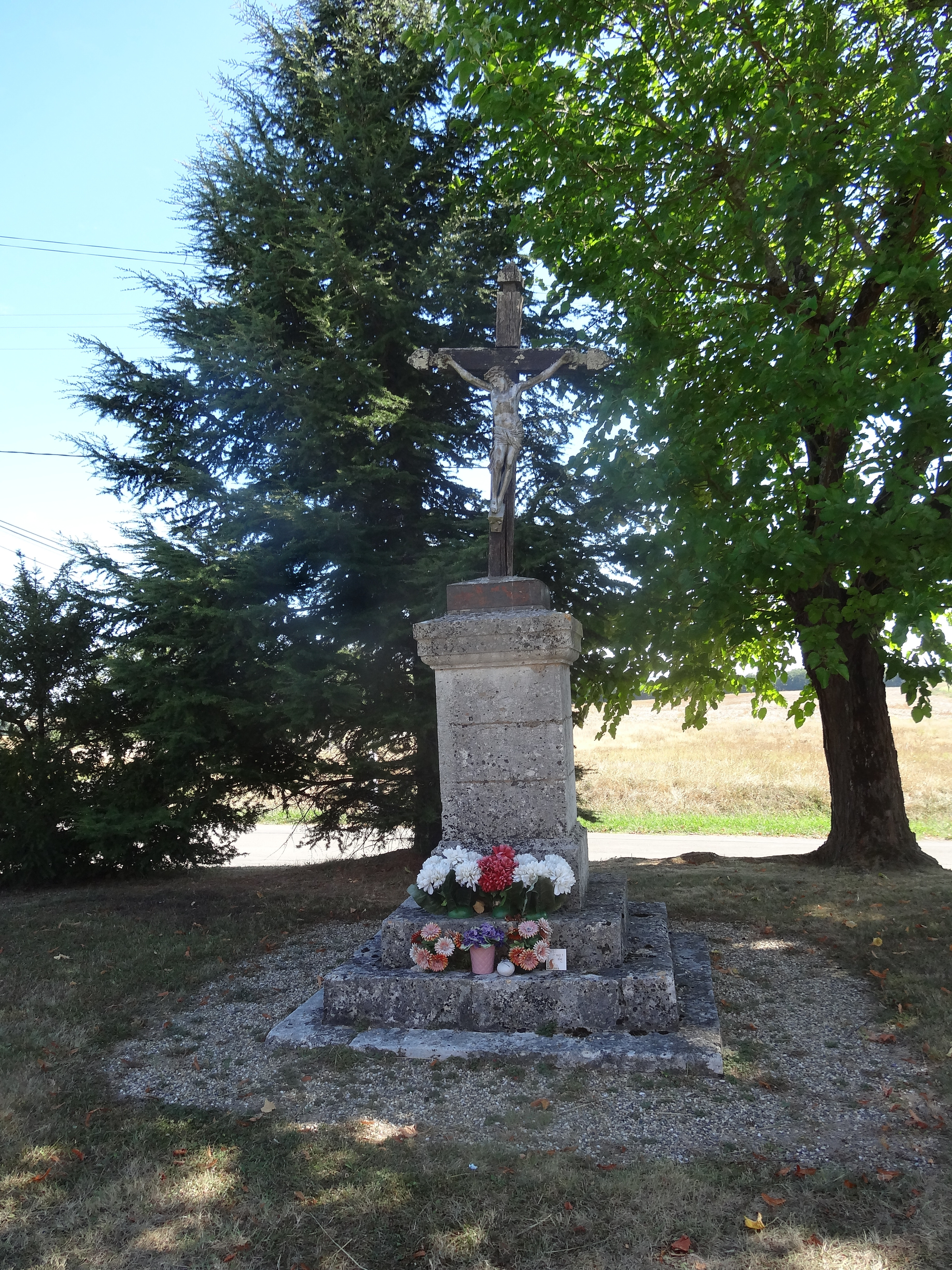
Crucifix placé à proximité de l’église.

- Église Saint-André de Lamothe-Endo.

L'église de Lamothe-Endo
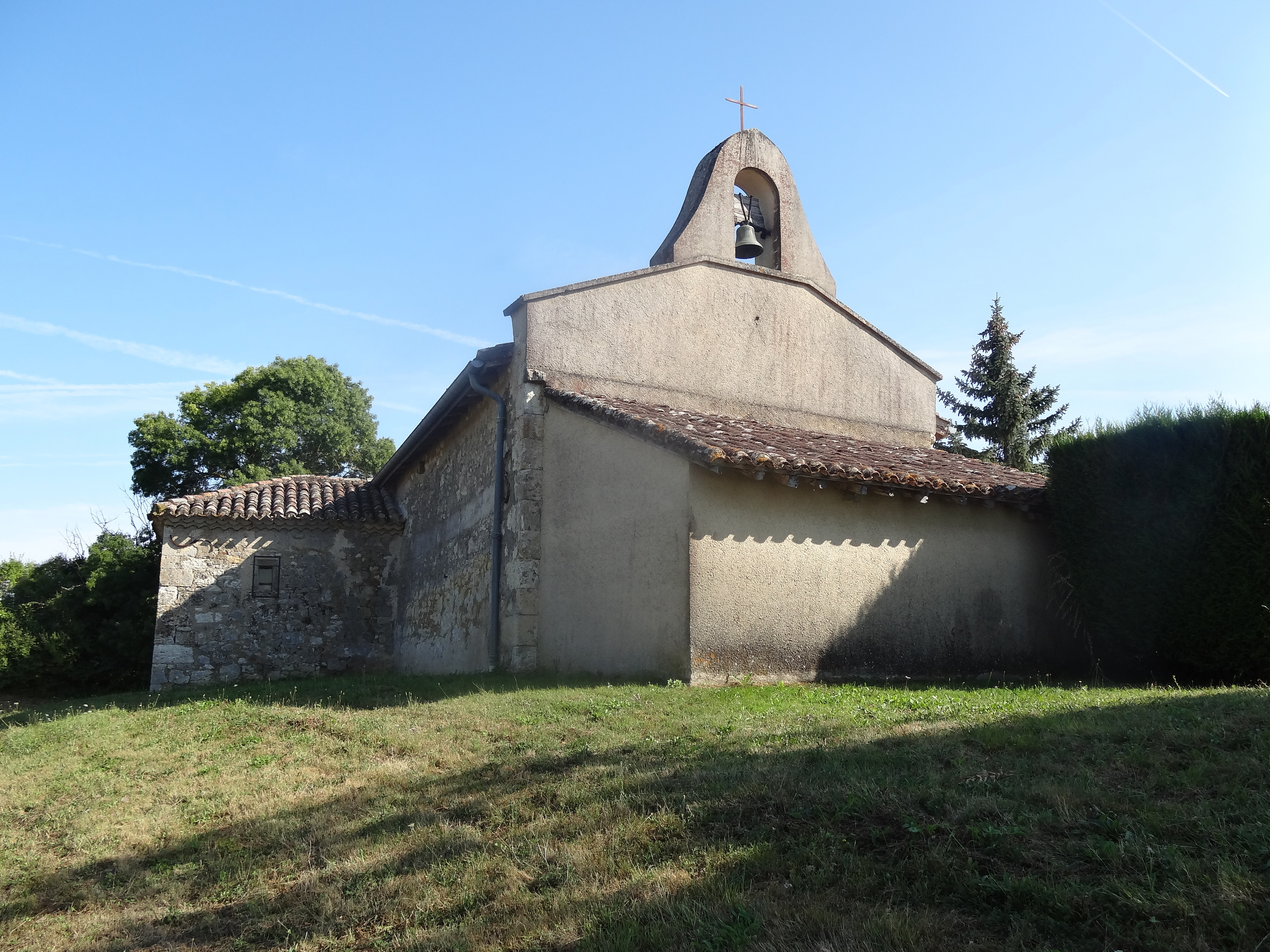
L'église et son clocher-mur.
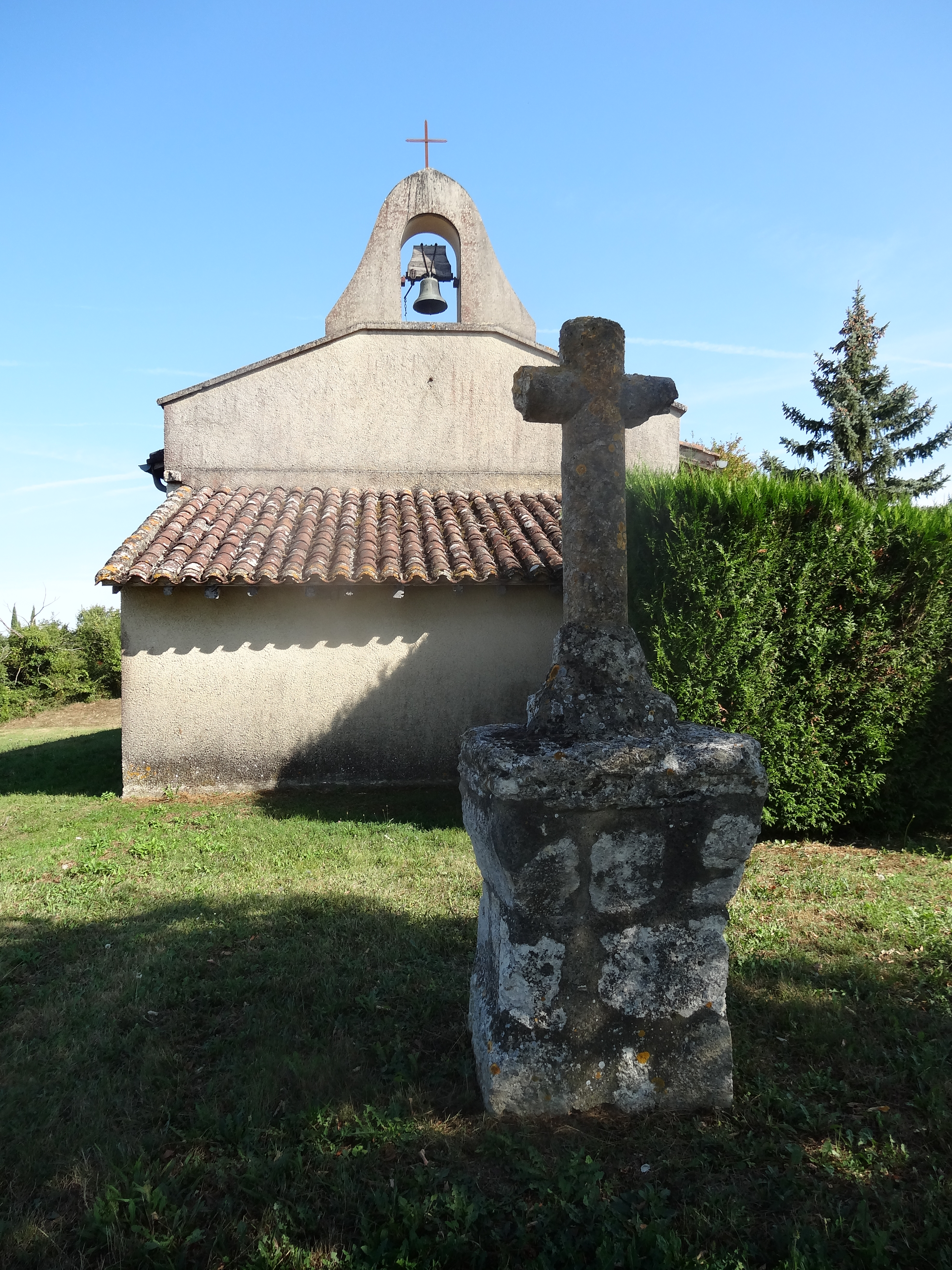
Vue de face avec la croix située devant l’édifice.

- Temple protestant.

Le temple protestant
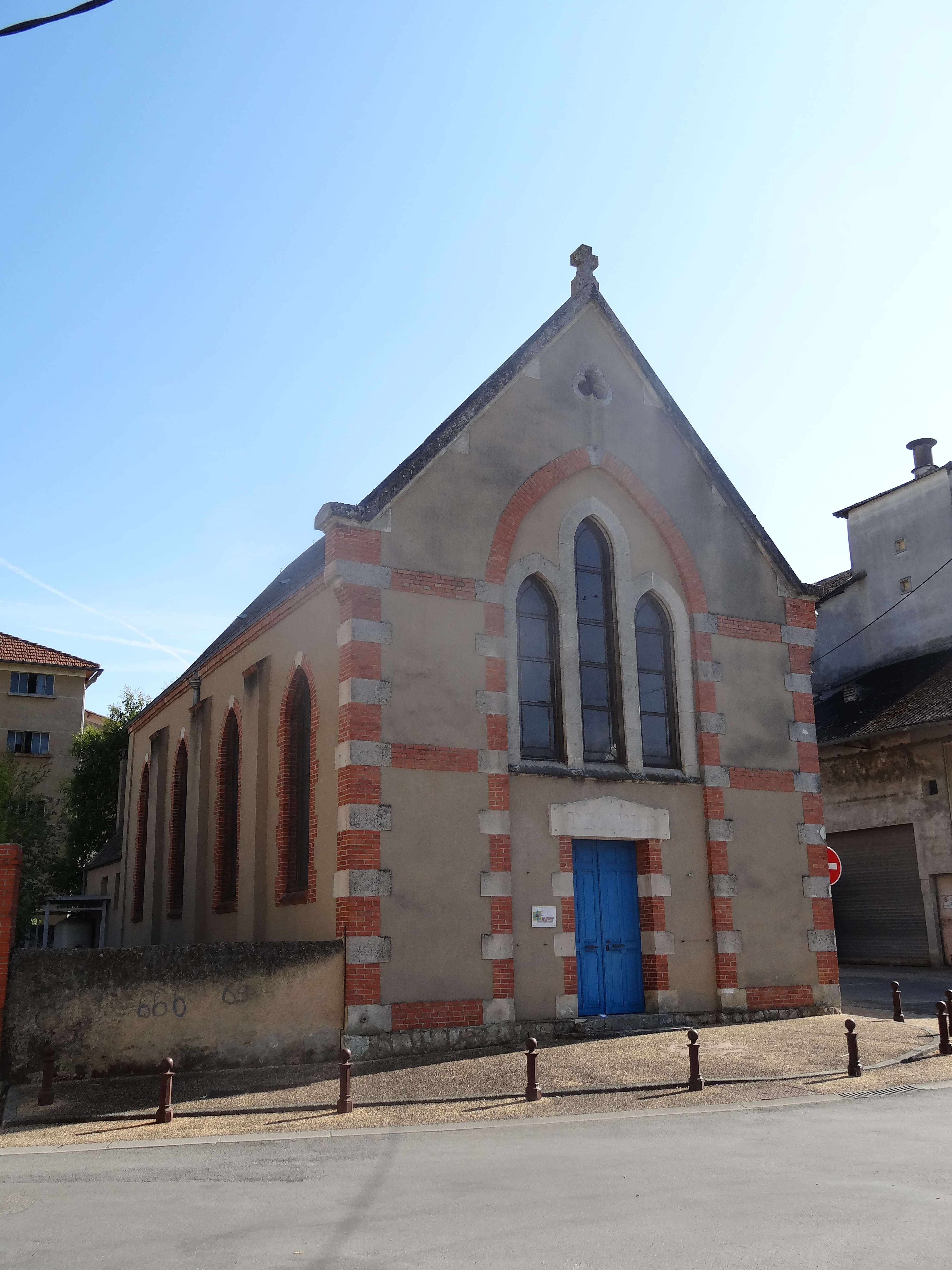
Le temple en 2018.

Autres lieux et monuments
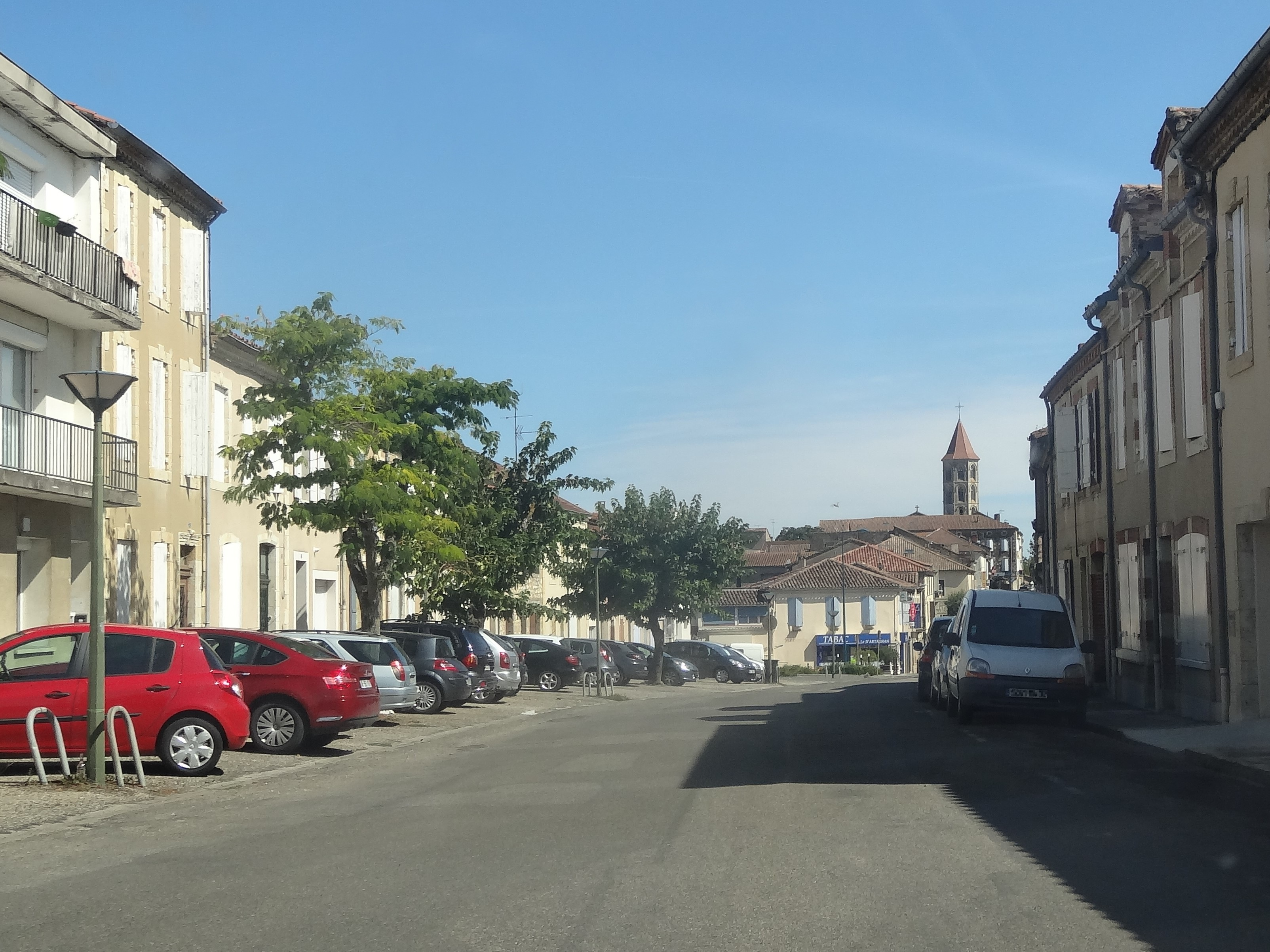
L'Avenue Martial Cazes menant au centre-ville.
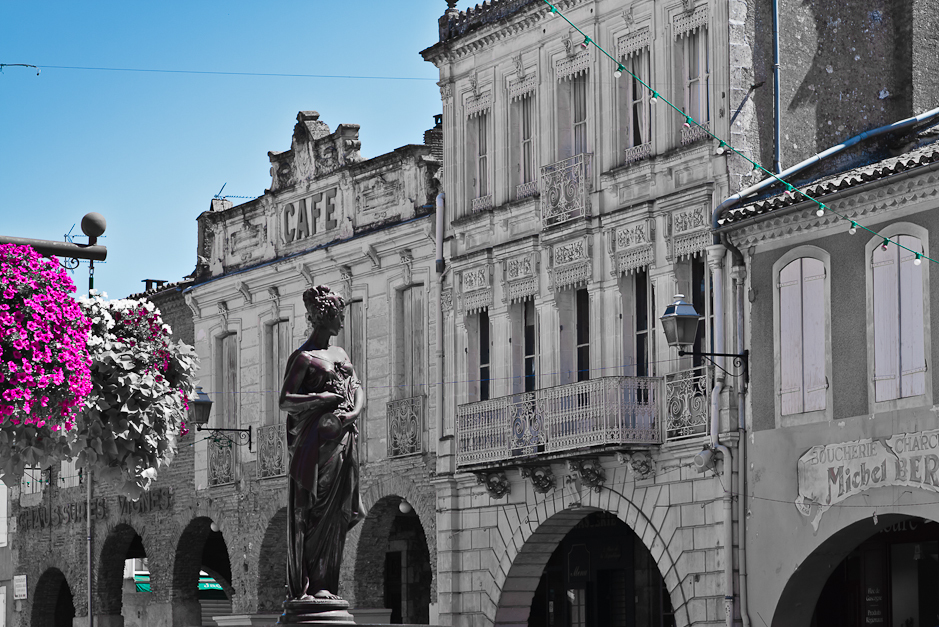
Les façades et arcades de la place centrale.
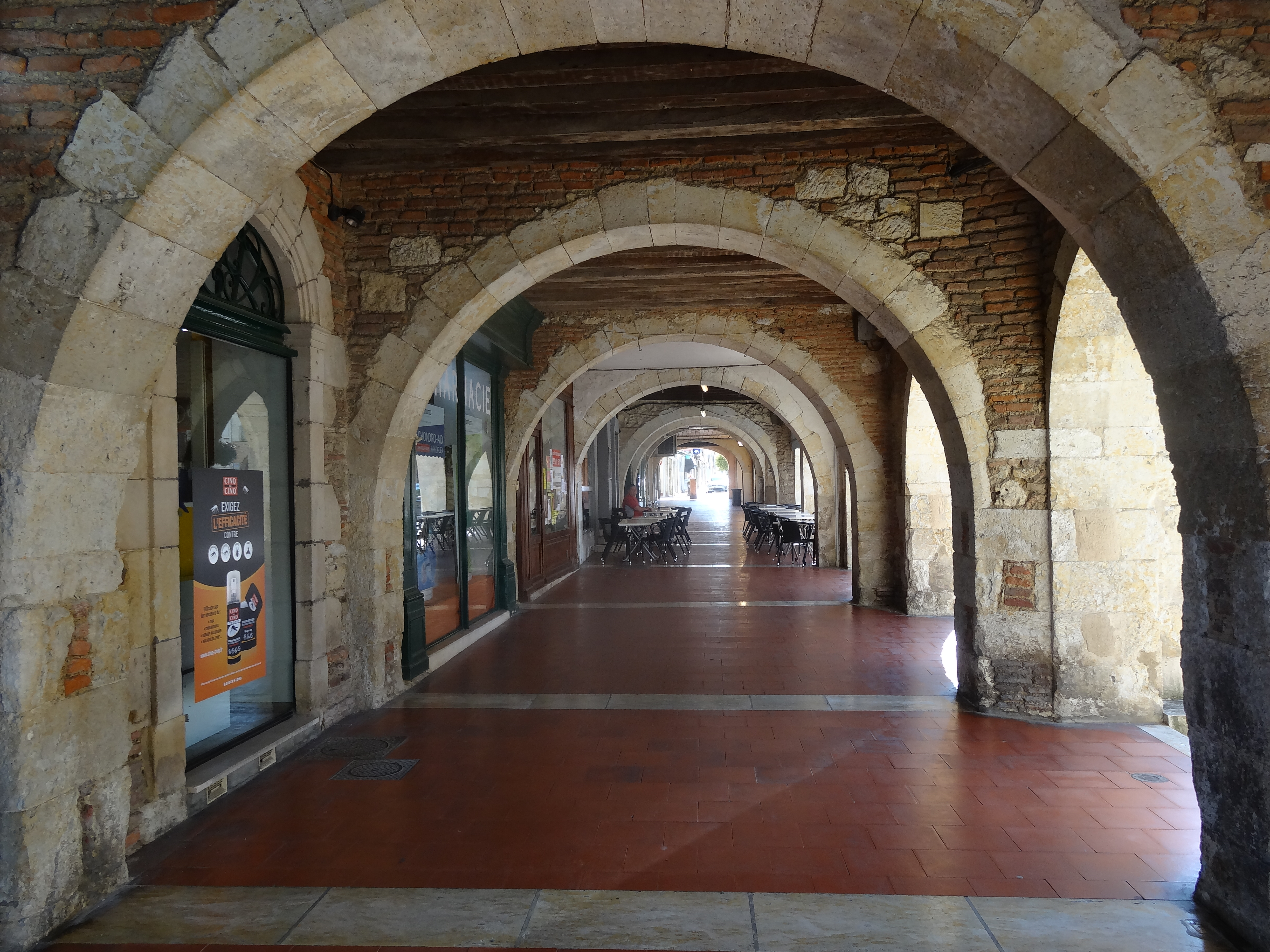
Les arcades.
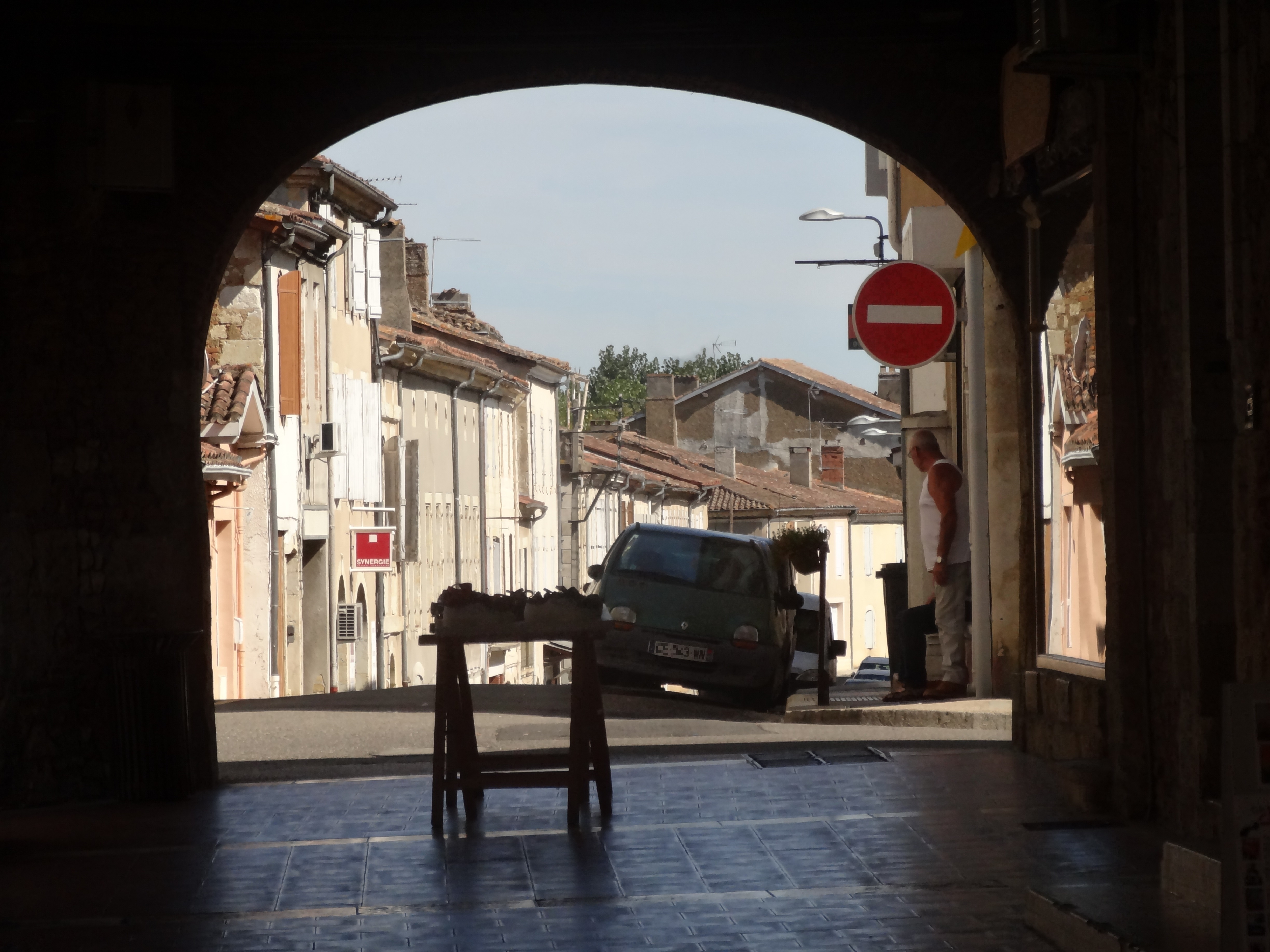
Arcade et rue Jean-Jaurès.
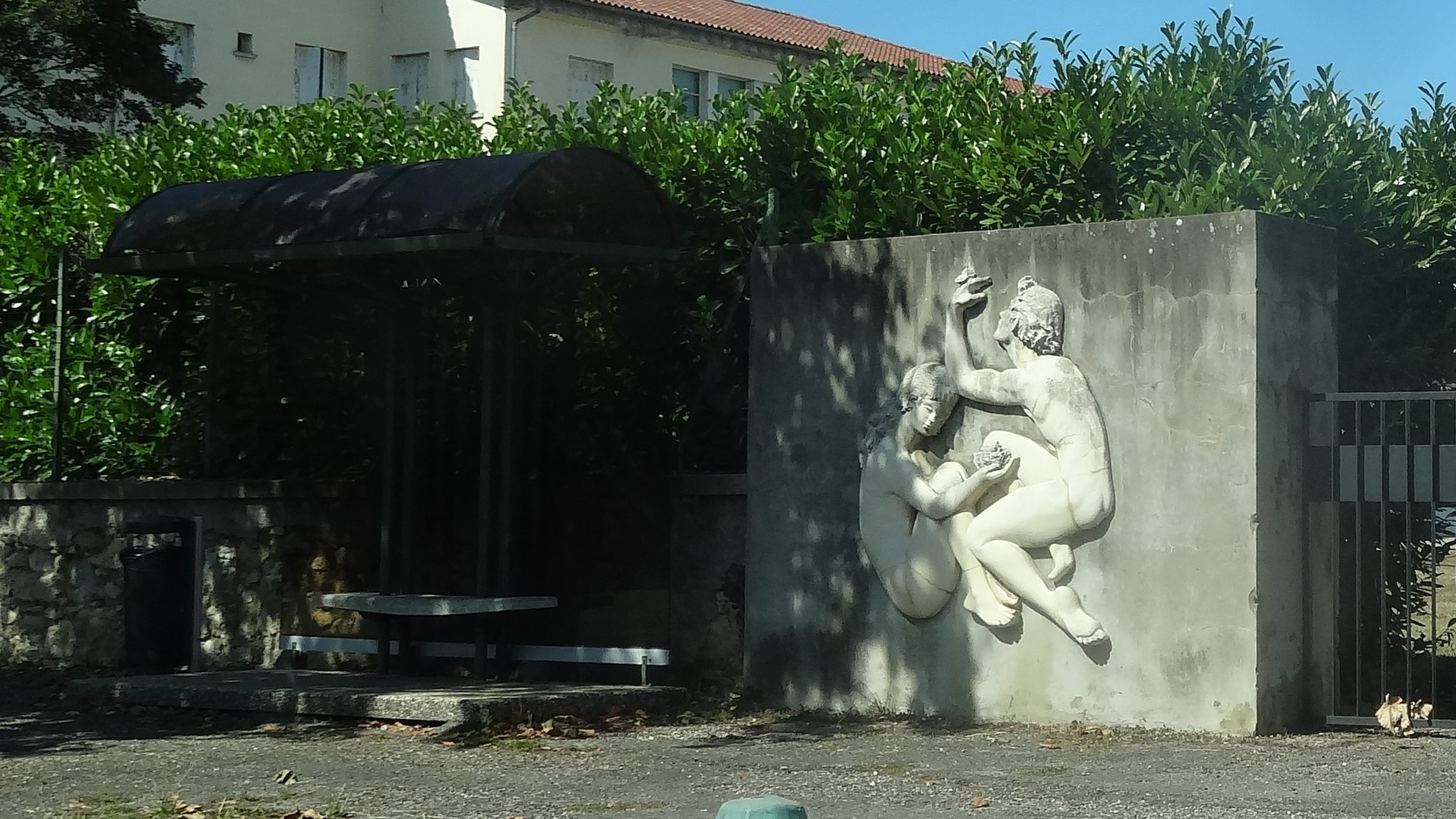
Bas-relief à l'entrée du collège Hubert Reeves.

### Personnalités liées à la commune
- François de Lauze, (vers 1585-apres 1642), médecin et maitre à danser français
- Jean Moysset (1726-1810) : membre de la Convention, député au Conseil des Anciens, né et mort à Fleurance ;
- Charles Bernard Joseph Percin (1747-1798) : général des armées de la République, mort à Fleurance ;
- Antoine-Louis de Percin (1769-1850) : maire de Fleurance et député du Gers, né et mort à Fleurance ;
- Raymond de Lacvivier (1852-1930) : écrivain né à Fleurance ;
- Thierry Cazes (1861-1932), homme politique né à Fleurance, maire de Fleurance, député du Gers de 1893 à 1898 et de 1902 à 1919.
- Alexandre Laffont (1884-1910) diplômé de l'École nationale des Arts-et-Métiers promotion Aix 1901 : inventeur du premier simulateur de vol[46] ;
- Louis Damblanc (1889-1969) : chercheur, pionnier de l’astronautique, inventeur de la fusée à étage, maire de Fleurance ;
- Maurice Mességué (1921-2017) : ancien maire et fondateur des Laboratoires Maurice Mességué ;
- Raymond Vall (1942-) : maire de Fleurance et sénateur du Gers ;
- Michel Cassé (1943-), astrophysicien et écrivain né à Fleurance ;
- Jean-Claude Sensemat (1951-) : homme d'affaires né à Fleurance ;
- Gisèle Biémouret (1952-) : femme politique née à Fleurance ;
- Sébastien Nadot (1972-) : écrivain, historien, député de Haute-Garonne,né à Fleurance ;
- Yannick Lacrouts (1973-) : joueur de rugby à XV né à Fleurance ;
- Khemeïa : groupe de métal originaire de Fleurance.

### Héraldique
| Blason | Blasonnement : D'argent à l'aigle bicéphale au vol abaissé de sable; au chef d'azur chargé de trois fleurs de lis d'or ordonnées 2 et 1. |